# Lista odcinków serialu Czas honoru

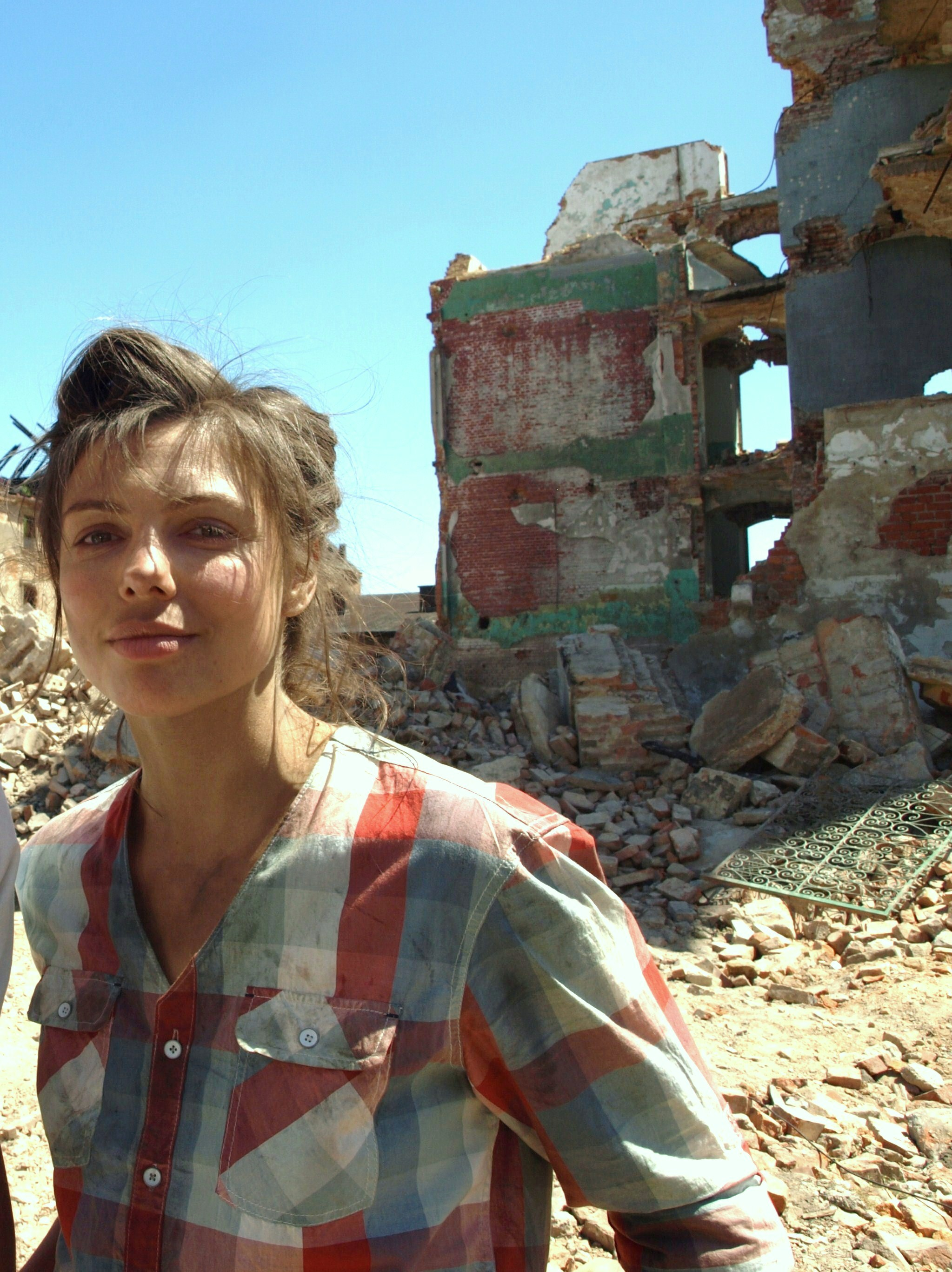
Karolina Gorczyca na planie Czasu honoru

Lista odcinków serialu Czas honoru:

## Serie
| Seria | Seria     | Liczba odcinków | Czas emisji                         | DVD              |
| ----- | --------- | --------------- | ----------------------------------- | ---------------- |
|       | I         | 13              | 7 września 2008 – 30 listopada 2008 | 28 kwietnia 2009 |
|       | II        | 13              | 13 września 2009 – 6 grudnia 2009   | 5 lipca 2010     |
|       | III       | 13              | 19 września 2010 – 12 grudnia 2010  | 3 marca 2011     |
|       | IV        | 13              | 4 września 2011 – 27 listopada 2011 | 19 września 2012 |
|       | V         | 13              | 2 września 2012 – 25 listopada 2012 | 11 lutego 2013   |
|       | VI        | 13              | 1 września 2013 – 24 listopada 2013 | 7 lutego 2014    |
|       | Powstanie | 12              | 7 września 2014 – 23 listopada 2014 | 12 stycznia 2015 |

## Seria I
| 01 | Skok                    | Michał Kwieciński, Michał Rosa                  | Jarosław Sokół, Jerzy Matysiak | 7 września 2008      |
| Wiosna 1941 roku. Na terenie Anglii kończy się szkolenie pięcioosobowego oddziału Polaków, którzy mają zostać zrzuceni na teren okupowanej ojczyzny, by przeprowadzać akcje dywersyjne. W jego skład wchodzą zawodowy major Wojska Polskiego Czesław Konarski i jego dwaj synowie - sportowiec i porucznik WP Władek oraz student medycyny Michał. Pozostali członkowie oddziału to absolwent architektury Jan Markiewicz, pochodzący z rodziny rzemieślniczej z warszawskiej Pragi, oraz Bronek Woyciechowski, przed wojną jedyny dziedzic fortuny warszawskiego fabrykanta. Tymczasem w Warszawie szef Gestapo szykuje pułapkę... |                         |                                                 |                                |                      |
| 02 | Na polskiej ziemi       | Michał Kwieciński, Michał Rosa, Wojciech Wójcik | Jarosław Sokół, Jerzy Matysiak | 14 września 2008     |
| Dywersanci lądują omyłkowo w Babiczynie, 20 km od miejsca zrzutu. Zakopują spadochrony i przywiezione ze sobą złoto. Nie potrafią zdjąć spadochronu Władka, który utkwił na drzewie. Rozdzielają się. Bronek i Janek zabierają linę od gospodarza wiejskiego, Walendziaka. Regulamin nakazuje zabić mężczyznę, który widział ich twarze. Tymczasem oczekujący na zrzut Niemcy niecierpliwią się. Keller przekonany, że Karol kłamał, odwołuje akcję. Rozpoczyna się przesłuchanie. Wanda pragnie nadać sens swojemu życiu, angażując się w konspirację. Prosi o kontakt doktor Marię. |                         |                                                 |                                |                      |
| 03 | Przydział               | Michał Kwieciński, Michał Rosa, Wojciech Wójcik | Jarosław Sokół, Jerzy Matysiak | 21 września 2008     |
| Wbrew rozkazowi żołnierze próbują dowiedzieć się, co dzieje się z ich bliskimi. Michał mówi Bronkowi, że widział Wandę w ramionach innego mężczyzny. Wanda i Antek zaprzyjaźniają się, ale matka Wandy, Helena, jest przeciwna ukrywaniu partyzanta. Łączniczka Rozalia informuje Janka, że Niemcy wykwaterowali rodzinę jego narzeczonej, Leny, do getta. |                         |                                                 |                                |                      |
| 04 | Przysięga               | Michał Kwieciński, Michał Rosa, Wojciech Wójcik | Jarosław Sokół, Jerzy Matysiak | 28 września 2008     |
| Bronek mieszka u kolejarza Edwarda, którego żona, Wisia, próbuje uwieść przystojnego dywersanta. Czesław i Michał mieszkają w dworku Dobrzańskich. Mają zorganizować komórkę kontrwywiadu. Bronek spotyka się ze swoimi ludźmi, którzy przeprowadzili ostatnio nieudaną akcję. Chcą wbrew rozkazom zlikwidować zdrajcę. Leon Sajkowski próbuje bezskutecznie wydostać się razem z rodziną z getta. |                         |                                                 |                                |                      |
| 05 | Pieczęć Trzeciej Rzeszy | Michał Kwieciński, Michał Rosa, Wojciech Wójcik | Jarosław Sokół, Jerzy Matysiak | 5 października 2008  |
| Michał jest zaniepokojony zniknięciem Władka, od którego fałszywy lekarz próbuje wyciągnąć informacje. Romek Sajkowski zostaje pobity przez Mongoła, sadystycznego oprawcę z getta. Bronek przeprowadza szkolenie w swojej grupie. Michał poznaje Hanię, urzędniczkę na poczcie. Zamierza wciągnąć ją w działalność konspiracyjną. Janek otrzymuje zadanie skopiowania pieczęci z drzwi opieczętowanego mieszkania. Niespodziewanie staje oko w oko ze śmiercią. |                         |                                                 |                                |                      |
| 06 | Pawiak                  | Michał Kwieciński, Michał Rosa, Wojciech Wójcik | Jarosław Sokół, Jerzy Matysiak | 12 października 2008 |
| Halbe i Keller w rozmowie na polowaniu postanawiają przenieść Władka na Pawiak. Liczą, że dowiedzą się czegoś o jego kontaktach, mogą teraz, dzięki Karolowi, przechwytywać grypsy. Karol natarczywie żąda od Wandy kopii grypsów. Twierdzi, że próbuje wykryć niemieckich agentów. Janek otrzymuje wspólne zadanie z Antkiem. Razem przeszukują opieczętowane mieszkanie, by wydobyć dokumenty schowane w skrytce. Mieszkanie po raz kolejny okazuje się pechowe. |                         |                                                 |                                |                      |
| 07 | Wielkanoc '41           | Michał Kwieciński, Michał Rosa, Wojciech Wójcik | Jarosław Sokół, Jerzy Matysiak | 19 października 2008 |
| Bronek, po nocy spędzonej z Wisią, ma wyrzuty sumienia. "Okulicz" gratuluje mu udanej akcji zabójstwa konfidentki. Maria nalega na odbicie Władka, jednak Czesław nie ma zgody dowództwa. Pojawia się inny poważny problem - złoto przywiezione z Anglii, zakopane we wsi Babiczyn, zniknęło. Michał chce jak najszybciej uwolnić brata. Czesław twierdzi, że najważniejsze to oczyścić się z podejrzeń, przede wszystkim trzeba odnaleźć skradzione pieniądze i złoto. |                         |                                                 |                                |                      |
| 08 | Odwet                   | Michał Kwieciński, Michał Rosa, Wojciech Wójcik | Jarosław Sokół, Jerzy Matysiak | 26 października 2008 |
| Lena dowiaduje się, że ksiądz Szonert, który przekazywał listy na aryjską stronę, został aresztowany. Karol dokonuje kolejnej prowokacji: Wanda ma ostrzec współpracującą z podziemiem strażniczkę Grażynę z Pawiaka, że został na nią wydany wyrok śmierci. Bronek z Jankiem jadą na wieś, bezskutecznie próbują wyjaśnić sprawę zaginionego złota. Jednak to nie jedyny problem Woyciechowskiego. Jego podwładni decydują się na samodzielną akcję. |                         |                                                 |                                |                      |
| 09 | Teoria względności      | Michał Kwieciński, Michał Rosa, Wojciech Wójcik | Jarosław Sokół, Jerzy Matysiak | 2 listopada 2008     |
| Usiłując zdobyć fundusze na wydostanie się z getta, Sajkowscy sprzedają futro, potem obraz Kossaka. W transakcjach pośredniczy Mosler. Sabina podejrzewa jednak, że Mosler jest oszustem. Michał zostaje wysłany na wieś, żeby wyjaśnić sprawę zaginionych pieniędzy. Aktor Iwo Majer proponuje Wandzie występy w teatrze. Kobieta waha się, ale w końcu, pod wpływem matki, odmawia. Bronek musi zdecydować, czy będzie chronił swoich podwładnych przed konsekwencjami samodzielnej decyzji o zamachu. |                         |                                                 |                                |                      |
| 10 | Spotkania               | Michał Kwieciński, Michał Rosa, Wojciech Wójcik | Jarosław Sokół, Jerzy Matysiak | 9 listopada 2008     |
| Pod pretekstem załatwiania Sajkowskim możliwości opuszczenia getta, Mosler domaga się od nich pieniędzy. Major Halbe żąda od Karola grypsów z męskiego oddziału. Na razie dostaje bowiem tylko te z oddziału kobiecego. Dzięki zeznaniom Muchy Bronek zostaje oczyszczony z zarzutów. Ma kolejny wyrok do wykonania. Nie przeczuwa, że tym razem to on spotka swoje przeznaczenie. |                         |                                                 |                                |                      |
| 11 | Szanowny pan Gestapo    | Michał Kwieciński, Michał Rosa, Wojciech Wójcik | Jarosław Sokół, Jerzy Matysiak | 16 listopada 2008    |
| Wanda zostaje aresztowana przez Gestapo. Keller chce wyciągnąć od niej informację, kto strzelał pod teatrem. Janek obiecuje Lenie, że wyciągnie ją z getta. Mosler organizuje spotkanie Sajkowskich z urzędnikiem. |                         |                                                 |                                |                      |
| 12 | Za murem                | Michał Kwieciński, Michał Rosa, Wojciech Wójcik | Jarosław Sokół, Jerzy Matysiak | 23 listopada 2008    |
| Czesław zgadza się na przeprowadzenie akcji odbicia Władka. Karol przekazuje majorowi Halbe wiadomość, że na Pawiaku szykuje się ucieczka jednego z więźniów. Bronek spotyka się z Wandą. Kobiecie grozi niebezpieczeństwo. |                         |                                                 |                                |                      |
| 13 | Władek                  | Michał Kwieciński, Michał Rosa, Wojciech Wójcik | Jarosław Sokół, Jerzy Matysiak | 30 listopada 2008    |
| Czesław prosi Marię o dostarczenie Władkowi zarazki tyfusu. Jeśli zachoruje zostanie przewieziony do szpitala skąd łatwiej będzie go odbić. Karol dowiaduje się, że jego siostra nie żyje, odwiedza Wandę przyznaje się, że ją oszukiwał, ale ostrzega też, że grozi jej aresztowanie i nalega, żeby wyjechała z Warszawy. Rozpoczyna się akcja odbicia Władka. Podczas wychodzenia ze szpitala, całą grupę atakują Niemcy, z Kellerem na czele. Wywiązuje się strzelanina. Keller pada ciężko ranny. Strzelanina zostaje zakończona granatami rzuconymi przez Bronka. Kiedy ostatnie osoby wchodzą do ciężarówki, Keller próbuje zabić Czesława i udaje mu się go postrzelić. W czasie ucieczki Czesław umiera w wyniku odniesionej rany. |                         |                                                 |                                |                      |

## Seria II
| 01 (14) | Krzyż Walecznych          | Michał Kwieciński, Michał Rosa, Grzegorz Kuczeriszka | Jarosław Sokół, Ewa Wencel | 13 września 2009     |
| Władek zostaje ukryty w klasztorze. Rappke szuka winnych strzelaniny w szpitalu. Znajduje zwłoki Czesława w miejskiej kostnicy. Bronek z Wandą przenoszą się do nowego mieszkania. Ich szczęście nie trwa jednak długo. Tym razem zagrożona jest Wanda... Bronek, Michał i Janek poznają swojego nowego dowódcę. |                           |                                                      |                            |                      |
| 02 (15) | Na Serbii                 | Michał Kwieciński, Michał Rosa, Grzegorz Kuczeriszka | Jarosław Sokół, Ewa Wencel | 20 września 2009     |
| Aresztowana Wanda trafia do siedziby gestapo w alei Szucha. Na Karola zapada wyrok śmierci. Niemcy poszukują Władka. Trafiają do klasztoru, w którym się ukrywa. Tymczasem Michał poznaje Celinę, dawną znajomą Hani. |                           |                                                      |                            |                      |
| 03 (16) | Oficer z Berlina          | Michał Kwieciński, Michał Rosa, Grzegorz Kuczeriszka | Jarosław Sokół, Ewa Wencel | 27 września 2009     |
| Wanda jest przesłuchiwana przez Schneidera. Mężczyzna jest nią wyraźnie zainteresowany. Z Berlina przyjeżdża zastępca Kellera, Lars Rainer. Rozpoczyna śledztwo w sprawie śmierci swojego poprzednika. W getcie zaczynają się wywózki. Sajkowscy oczekują na transport. Niespodziewanie zjawia się Mosler, który kolejny raz proponuje im pomoc. Michał poznaje swoją nową szefową, Margaret. Rozpoczynają pracę w komórce kontrwywiadu. |                           |                                                      |                            |                      |
| 04 (17) | Serwus, panowie           | Michał Kwieciński, Michał Rosa, Grzegorz Kuczeriszka | Jarosław Sokół, Ewa Wencel | 4 października 2009  |
| Michał rozpoczyna zbieranie informacji o oficerach Abwehry. Janek przygotowuje zaproszenia ślubne. Bronek wciąga do współpracy Antka. Grażyna mówi Helenie, że Wanda jest na liście osób wywożonych do Oświęcimia. Jednak podsuwa jej pomysł, jak ocalić córkę... Michał zleca Hani obserwacje Halbego. Hania, robiąc zdjęcia pod siedzibą Abwehry, zostaje zatrzymana... |                           |                                                      |                            |                      |
| 05 (18) | Mocne papiery             | Michał Kwieciński, Michał Rosa, Grzegorz Kuczeriszka | Jarosław Sokół, Ewa Wencel | 11 października 2009 |
| Sowińska informuje Bronka, że ich córka została zwolniona z Pawiaka. Helena otrzymuje niepokojąca informację o mężczyźnie, któremu przekazała pieniądze. Rainer i Halbe uruchamiają podsłuch i punkt obserwacyjny w restauracji Woźniaka. Władek dostaje pracę w Reichsbanku. Michał chce nawiązać bezpośredni kontakt z Halbem. Otrzymuje na to zgodę dowództwa. |                           |                                                      |                            |                      |
| 06 (19) | Wojna i miłość            | Michał Kwieciński, Michał Rosa, Grzegorz Kuczeriszka | Jarosław Sokół, Ewa Wencel | 18 października 2009 |
| Halbe pokazuje Rainerowi zdjęcia Władka i Kamila zrobione w restauracji Woźniaka. Władek zakochuje się od pierwszego wejrzenia w nowej łączniczce, Rudej. Znajduje pokój w Józefowie, skąd będzie nadawać radiostacja. Przedstawia Doktorowi i chłopakom plan napadu na Reichsbank. Otto tłumaczy Marii, że otrzymał rozkaz pracy w jej szpitalu i nie mógł odmówić. |                           |                                                      |                            |                      |
| 07 (20) | Ślad na fotografii        | Michał Kwieciński, Michał Rosa, Grzegorz Kuczeriszka | Jarosław Sokół, Ewa Wencel | 25 października 2009 |
| Sajkowski dostaje pierwszą pensję, jednak Mosler zabiera mu większą część pieniędzy. Bronek planuje ucieczkę Wandy z Pawiaka, Elżbieta szkicuje plan Serbii. Rainer i Halbe wpadają na trop komórki fałszującej dokumenty. Michał zaprasza Hanię na randkę. Widzi ich Halbe. W szpitalu Otto domyśla się, że Maria współpracuje z podziemiem. |                           |                                                      |                            |                      |
| 08 (21) | Grupa Rainera             | Michał Kwieciński, Michał Rosa, Grzegorz Kuczeriszka | Jarosław Sokół, Ewa Wencel | 1 listopada 2009     |
| Janek szuka kryjówki dla Leny, z pomocą Sitka postanawia ukryć narzeczoną w piwnicy jego kamienicy. Margaret ostrzega Michała, że Niemcy pytali już o niego w odlewni. Ruda zajmuje się obserwacją domu, gdzie zainstalowano radiostację. Rappke wypuszcza na miasto grupę agentów. Jeden z nich trafia do szpitala Marii, inny na Kercelak. |                           |                                                      |                            |                      |
| 09 (22) | Strzały na Pawiaku        | Michał Kwieciński, Michał Rosa, Grzegorz Kuczeriszka | Jarosław Sokół, Ewa Wencel | 8 listopada 2009     |
| Michał melduje Margaret, że Halbe chce się spotykać z Celiną. Dla dziewczyny udział w tej akcji to rozkaz, nie chce tylko, by dowiedział się o tym jej narzeczony. Michał i Celina wprowadzają się do wspólnego mieszkania. Coraz bardziej się do siebie zbliżają. Bronek wie od Heleny, że Wanda wyszła z izolatki i można podjąć próbę ucieczki. Władek próbuje wykraść mundury kierowców Reichsbanku. Jednak zostaje przyłapany. |                           |                                                      |                            |                      |
| 10 (23) | Niemiecka ruletka         | Michał Kwieciński, Michał Rosa, Grzegorz Kuczeriszka | Jarosław Sokół, Ewa Wencel | 15 listopada 2009    |
| Po zaginięciu Lippkego Rappke chce przesłuchać wszystkich Polaków pracujących w Reichsbanku. Na liście jest także Władek. Rainer otrzymuje pierwsze meldunki od swoich agentów. Janek, nie podejrzewając niczego, załatwia u Górki paszport dla Moslera. Na Pawiaku Nina wraca pobita z przesłuchania, decyduje się na udział w ucieczce wspólnie z Wandą. |                           |                                                      |                            |                      |
| 11 (24) | Przerwana depesza         | Michał Kwieciński, Michał Rosa, Grzegorz Kuczeriszka | Jarosław Sokół, Ewa Wencel | 22 listopada 2009    |
| Margaret twierdzi, że Michał, po uwiarygodnieniu się w oczach Halbego, powinien to wykorzystać w działalności kontrwywiadu. Na Pawiaku Nina z Wandą przygotowują się do ucieczki. Bronek ma zlikwidować Rappkego. Janek prosi Michała o zlecenie obserwacji Górki. Helena znajduje w domu Rappkego teczkę. |                           |                                                      |                            |                      |
| 12 (25) | Ucieczka z czarnej pralni | Michał Kwieciński, Michał Rosa, Grzegorz Kuczeriszka | Jarosław Sokół, Ewa Wencel | 29 listopada 2009    |
| Na Pawiaku Lola podstępem załatwia odcisk klucza do pralni. Janek pokazuje Lenie projekt zaproszeń na ślub. Bronek wtajemnicza Włodka, poleconego przez Helenę, w akcję zlikwidowania Rappkego. Jednak matka Wandy zauważa na podkoszulku Włodka coś, co wzbudza jej poważne podejrzenia. Rainer jest gotowy wiele poświęcić, byle schwytać konspiratorów. Wanda, Nina i Lola uciekają z czarnej pralni na Pawiaku. |                           |                                                      |                            |                      |
| 13 (26) | Reichsbank                | Michał Kwieciński, Michał Rosa, Grzegorz Kuczeriszka | Jarosław Sokół, Ewa Wencel | 6 grudnia 2009       |
| Ucieczka z więzienia na Pawiaku kończy się sukcesem. Wanda i Bronek po długiej rozłące znowu są razem. Margaret rozszyfrowuje prowokację z wykorzystaniem grupy szpicli. Informuje Michała o swoich podejrzeniach. Helena zauważa u swojej sąsiadki Jelonkowej, niemiecką bieliznę ze znakiem firmy odzieżowej GmbH Kleinert. Zaczyna łączyć fakty. Michał składa wizytę Rainerowi, po czym urywa się podążającym za nim gestapowcom. Danka i Helena odkrywają podsłuch w restauracji Woźniaka. Margaret i Michał muszą uciekać, by nie wpaść w ręce gestapo. Porucznik dr. Otto Kürchner żegna się z Marią i wyjeżdża na front. Michał, Władek, Antek i Bronek, na rozkaz Doktora, rozpoczynają akcję napadu na Reichsbank, wątek nawiązujący do rzeczywistej akcji zbrojnej polskiego podziemia w czasie okupacji tzw. Akcji Góral |                           |                                                      |                            |                      |

## Seria III
| 01 (27) | Kolega z Rochester           | Michał Rosa, Michał Rogalski, Waldemar Krzystek | Jarosław Sokół, Ewa Wencel | 19 września 2010     |
| Akcja napadu na Reichsbank zakończyła się sukcesem. Bronek, Janek, Michał i Władek otrzymują gratulacje od dowództwa. Do oddziału dywersantów dołącza Tadeusz, także skoczek z Anglii. Ma pomóc w ukryciu zrabowanych pieniędzy. Wynoszenie ukrytych w grobowcu cmentarnym worków z Reichsbanku obserwuje grabarz Pociech. Licząc na otrzymanie nagrody, donosi o tym Rappkemu. Rainer zarządza blokady dróg, jednak bez powodzenia. Major Halbe otrzymuje nowe zadanie od pułkownika Frankego - ma zostać łącznikiem agenta, oficera Abwehry, zakonspirowanego w polskim podziemiu. Krzysztof wywozi ranną Celinę do Zoppot. Rainer, po uzyskaniu informacji od Niny, szykuje nową zasadzkę. Wraz z oddziałem SS otacza kościół, w którym ma odbyć się ślub Janka i Leny. Lena, tragicznie przeżywająca rozstrzelanie złapanego na ulicy Żyda, decyduje się na powrót do getta. Janek wyrusza na jej poszukiwanie, jednak zamiast narzeczonej znajduje w mieszkaniu tylko list pożegnalny. Kiedy wraca pod kościół, widzi aresztowanie przyjaciół przez ludzi Rainera. Bronek, Michał, Władek i Ruda wpadają w ręce Gestapo. |                              |                                                 |                            |                      |
| 02 (28) | Plan Abwehry                 | Michał Rosa, Michał Rogalski, Waldemar Krzystek | Jarosław Sokół, Ewa Wencel | 26 września 2010     |
| Rainer triumfuje - aresztował grupę żołnierzy podziemia. Janek ogłasza alarm, informuje "Doktora" o wsypie. Pieniądze zrabowane z Reichsbanku "Doktor" razem z Jankiem przekazują oddziałowi "Jastrzębia". Po powrocie do getta Lena stara się pomóc rodzinie. Nie chce już więcej widzieć Janka. W warsztacie futrzarskim, gdzie stara się o pracę, zauważa ją "Mongoł". Karol, były mąż Wandy, zdrajca poszukiwany przez polskie podziemie i niemieckie gestapo, szuka kontaktów, które pomogą mu uciec na wschód. Nawiązuje kontakt ze Staszkiem, działaczem komunistycznym. Dobija z nim targu - zgadza się wziąć udział w osłanianiu placówki zrzutu odbierającej sowieckiego emisariusza w zamian za pomoc w przedostaniu się do Lwowa. Rozpoczynają się przesłuchania więźniów. Do gabinetu Rainera, jako pierwszego, Rappke przyprowadza Michała. Rainer grozi Bronkowi, że skrzywdzi Wandę, kłamie, że to Janek ich wydał. Nie mogąc złamać Władka, każe torturować Rudą. Pułkownik Abwehry Franke prosi majora Halbego o zdobycie nazwisk więźniów Rainera. W porozumieniu z Tadeuszem, uzyskuje u gubernatora rozkaz przewiezienia ich do Berlina. "Doktor" razem z Jankiem i Tadeuszem decydują się na akcję odbicia zakładników. Halbe nawiązuje kontakt z agentem Abwehry, którym jest ... Tadeusz. |                              |                                                 |                            |                      |
| 03 (29) | Oddział do zadań specjalnych | Michał Rosa, Michał Rogalski, Waldemar Krzystek | Jarosław Sokół, Ewa Wencel | 3 października 2010  |
| Doktor, Janek i Tadeusz z sukcesem przeprowadzają akcję odbicia aresztowanych przyjaciół. Rainer jest wściekły, Fischer obwinia go o wszystkie niepowodzenia. Do Warszawy przyjeżdżają funkcjonariusze krakowskiego gestapo - Tannenberg i Fuchs. Mają wspomóc Rainera. Maria opatruje zmasakrowaną Rudą. Dziewczyna nie widzi. Tadeusz mówi Halbemu, że transport pieniędzy z Reichsbanku miał być odebrany przez przedstawiciela Komendy Głównej. Rozpracowanie jej, dotarcie do Komendanta Głównego to zadanie Tadeusza. Dlatego prosi Dowódcę, by przyjął go do oddziału. Dowódca informuje chłopaków, że zostali mianowani oddziałem do zadań specjalnych. Ich nowym zadaniem ma być przejęcie sowieckiego spadochroniarza z radiostacją. Podczas akcji Janek, Michał, Bronek i Władek zostają zaatakowani przez grupę Karola. W czasie akcji Michał zostaje ranny. |                              |                                                 |                            |                      |
| 04 (30) | Zdrajcy                      | Michał Rosa, Michał Rogalski, Waldemar Krzystek | Jarosław Sokół, Ewa Wencel | 10 października 2010 |
| Władek zawozi rannego Michała do szpitala doktor Marii. Kmiecik, palacz w szpitalu, otrzymuje polecenie spalenia niemieckiego munduru. Przeglądając kieszenie munduru, znajduje dokumenty zabitego Niemca, które zanosi Rappkemu. W getcie w tragicznych warunkach rodzina Sajkowskich głoduje. Lena przynosi czekoladki od Mongoła, kłamie, że dostała je od Janka. Nina przychodzi do Rainera z informacją o Helenie, która odwiedza Wandę w klasztorze. Tadeusz śledzi chłopaków, orientuje się, że miejscem ich spotkań jest stary magazyn. Od Janka dowiaduje się, że Michał jest ranny. Stara się o przydział do oddziału. Aby zyskać przychylność Janka, obiecuje z pomocą znajomego, załatwić mieszkanie dla Sajkowskich. Prosi Halbego o załatwienie sprawy. Sajkowscy wkrótce zostają przeniesieni do nowego mieszkania. Sowiecki spadochroniarz Sorokin zmusza Karola, by pomógł w odzyskaniu utraconej radiostacji. |                              |                                                 |                            |                      |
| 05 (31) | Transport do Auschwitz       | Michał Rosa, Michał Rogalski, Waldemar Krzystek | Jarosław Sokół, Ewa Wencel | 17 października 2010 |
| Maria i ordynator są przetrzymywani na Szucha. Rainer próbuje powstrzymać brutalne przesłuchania lekarzy. Oskarża Tannenberga o ślepy terror. Karol odwiedza Helenę. Chce się spotkać z Wandą. Helena mówi o jego wizycie Bronkowi, który decyduje się na spotkanie z Karolem. Zabiera ze sobą Antka. Wpadają w zasadzkę Sorokina. Antek zostaje zabity, a Bronek uwięziony przez Sorokina. Doktor ma nowe zadanie specjalne dla chłopaków: odbicie więźniów z transportu do Oświęcimia na bocznicy kolejowej. Udaje się odłączyć trzy wagony i uwolnić więźniów. Wśród nich znajduje się ordynator Baranowski. |                              |                                                 |                            |                      |
| 06 (32) | Inga                         | Michał Rosa, Michał Rogalski, Waldemar Krzystek | Jarosław Sokół, Ewa Wencel | 24 października 2010 |
| Torturowany Bronek nie chce zdradzić Sorokinowi, gdzie jest radiostacja. Władek odwiedza Michała. Mówi mu, że Bronek zniknął, a Maria trafiła na Pawiak. Lena dowiaduje się w urzędzie, że mieszkanie przydzielono im na podstawie niemieckiego rozkazu. Tadeuszowi udaje się dołączyć do oddziału. Dowiaduje się, że Krzysztof jest łącznikiem Komendy Głównej. Dowódca, Michał i Tadeusz planują wykupić Krzysztofa. Do przekazania łapówki gestapowcowi Schutzowi zostaje wybrana Celina. W restauracji "Eden" Rainer i Halbe słuchają występu Ingi, dawnej kochanki Rainera. Po występie Rainer daje kobiecie kwiaty. Obydwoje cieszą się ze spotkania. Rainer pozwala jej zatrzymać się u siebie. Karol i Sorokin pozwalają Bronkowi uciec - to część planu. |                              |                                                 |                            |                      |
| 07 (33) | Bracia                       | Michał Rosa, Michał Rogalski, Waldemar Krzystek | Jarosław Sokół, Ewa Wencel | 31 października 2010 |
| Dywersanci nie zdają sobie sprawy, że są obserwowani przez ludzi Karola i Sorokina. Janek wpada na ulicy na Staszka, starszego brata. Wspominają dawne czasy. Okazuje się, że Staszek sympatyzuje z bolszewikami. Podsuwa Jankowi pomysł wywiezienia rodziny Sajkowskich do Rosji. Dowódca rozmawia z Władkiem o kolejnym zadaniu specjalnym - likwidacji szefa warszawskiego Gestapo, Larsa Rainera. Władek chce zaangażować w to zadanie Rudą, jednak ona decyduje się wyjechać. Krzysztof dziękuje Tadeuszowi za pomoc. Odkrywają wspólną pasję - boks. Karol i Sorokin znajdują ukrytą w magazynie radiostację. Bronek domyśla się, że czerwonym nie chodzi o radiostację, tylko o to, co zostało ukryte w środku. Kiedy zjawia się z Jankiem przed magazynem, dochodzi do strzelaniny. Janek rozpoznaje wśród napastników swojego brata... |                              |                                                 |                            |                      |
| 08 (34) | Zamach                       | Michał Rosa, Michał Rogalski, Waldemar Krzystek | Jarosław Sokół, Ewa Wencel | 7 listopada 2010     |
| Krawiec, Bronek, Janek, Michał, Władek i Tadeusz ukrywają radiostację w magazynie. Staszek widzi szansę na jej odzyskanie. Nawiązuje kontakt z Jankiem. Ten jest wściekły na brata, że współpracuje z Sowietami. Na spotkaniu zjawia się Sorokin... Tadeusz znajduje ukryty w radiostacji mikrofilm, który jak się okazuje zawiera listę sowieckich agentów przebywających w Warszawie. Przekazuje go Halbemu. Prosi, by wstrzymał się z aresztowaniami. Wanda chce opuścić klasztor. Prosi Bronka, żeby znalazł dla niej mieszkanie. Inga i Rainer idą do restauracji, gdzie spotykają Halbego. Rainer nie przyznaje się, że zna Ingę. Tadeusz aranżuje walkę bokserską z Krzysztofem o mistrzostwo Warszawy. Janek dowiaduje się, że mieszkanie dla rodziny Leny przydzielono na podstawie niemieckiego rozkazu. Prosi dowódcę, by sprawdził Tadeusza, który to załatwił. Tadeusz zostaje rozpoznany przez innego polskiego skoczka z Anglii. Tadeusz dołącza do grupy na akcję likwidacji Rainera. Podczas zamachu Tadeusz pozoruje strzały do Rainera w samochodzie, czym ratuje mu życie. |                              |                                                 |                            |                      |
| 09 (35) | Operacja "Generał"           | Michał Rosa, Michał Rogalski, Waldemar Krzystek | Jarosław Sokół, Ewa Wencel | 14 listopada 2010    |
| Ranny Rainer dochodzi do siebie w szpitalu. Odwiedza go Halbe. Tannenberg wykorzystuje sytuację i przejmuje obowiązki Rainera. Helena nawiązuje kontakt z chłopcem. Dowiaduje się, że ma na imię Adam. Zostają rozdzieleni w czasie ulicznej łapanki. Inżynier Garstecki znajduje w radiostacji mikrofilm. Dowódca za pośrednictwem Janka umawia się z Sowietami. Zgadza się wymienić radiostację, jednak nie na broń, ale na gen. Radziszewskiego, który jest w rękach NKWD. Celina mówi Krzysztofowi, że nie wyjdzie za niego. Wściekły Krzysztof napada na Michała. Zdesperowany, chce go zabić. Tadeusz pomaga Bronkowi w przeprowadzce Wandy i Niny. Nina robi im zdjęcia, które przekazuje Rainerowi. Inga widzi Halbego z Tadeuszem. |                              |                                                 |                            |                      |
| 10 (36) | Ostatnia runda               | Michał Rosa, Michał Rogalski, Waldemar Krzystek | Jarosław Sokół, Ewa Wencel | 21 listopada 2010    |
| Mongoł nie pojawia się w pracy. Nadzieja Leny i Rutki na uwolnienie się od oprawcy jest niestety tylko chwilowa. Po kilku dniach pijany Mongoł wraca do warsztatu. Wszy z tyfusem nie zadziałały. Lena znów wraca do domu pobita. Tadeusz mówi Dowódcy, że ojciec Bronka to kapuś. Aranżuje spotkanie z fotografem Sołtanem. Ten zeznaje, że Woyciechowski donosił w czasie przesłuchań. Kiedy kontaktuje się powtórnie, by przekazać ważne informacje, zostaje zamordowany. Inga rozpoznaje Tadeusza na zdjęciach u Rainera. Przypomina sobie, że widziała go rozmawiającego z Halbe. Rainer próbuje się czegoś dowiedzieć o Tadeuszu od Niny. Tadeusz mówi Bronkowi, że na jego ojca został wydany wyrok. Zdradza mu szczegóły planowanej przez niego i Władka akcji. Bronek w ostatniej chwili uniemożliwia kolegom wykonanie rozkazu. Ratuje ojca. Woyciechowski przysięga przed synem, że nie jest zdrajcą. Krzysztof i Tadeusz trenują przed walką. Sędzia ustala szczegóły pojedynku. Tadeusz zaprasza chłopaków na walkę. Rozpoczyna się sparing, wkraczają Niemcy. Aresztują Dowódcę, Krzysztofa i mężczyznę, którego Tadeusz wskazuje jako Komendanta Głównego. |                              |                                                 |                            |                      |
| 11 (37) | Pocztówka z Hajfy            | Michał Rosa, Michał Rogalski, Waldemar Krzystek | Jarosław Sokół, Ewa Wencel | 28 listopada 2010    |
| Karol składa propozycję Halbemu - chce wymienić polskiego generała za sowieckich agentów, którzy są w rękach Niemców. Halbe proponuje Tannenbergowi dojście do polskiego Komendanta Głównego. Tannenberg chwali się, że już go aresztował. Halbe jest zdziwiony, że Tadeusz współpracuje z Tannenbergiem. Janek obiecuje Lenie, że ją wyciągnie z getta, ale potrzebuje więcej czasu. Maria opatruje na Pawiaku Milenę. Skatowana kobieta jest w ciąży. Okazuje się, że ma zostać wkrótce wywieziona do Oświęcimia. Bronek mówi Jankowi, że nie jest zdrajcą i chce wyjaśnić sprawę. Wypytuje ojca o firmę i powiązania handlowe z Niemcami. Dowódca "Krawiec" podejrzewa zdradę w oddziale, gdyż Tannenberg dysponuje szczegółowymi informacjami na temat ostatnich działań oddziału. Niemcom nie udaje się wyciągnąć od Dowódcy i Krzysztofa żadnych informacji. Dla kamuflażu Rappke rozbija Tadeuszowi nos. Tadeusz przedstawia Tannenbergowi nowy plan. Tadeusz, Dowódca i Krzysztof jadą na egzekucję. Fuchs pozwala im uciec, jednakże Krzysztof przypadkowo zostaje zastrzelony. |                              |                                                 |                            |                      |
| 12 (38) | Przed sądem                  | Michał Rosa, Michał Rogalski, Waldemar Krzystek | Jarosław Sokół, Ewa Wencel | 5 grudnia 2010       |
| Rozpoczyna się rozprawa sądu podziemnego. Bronek i Woyciechowski uparcie utrzymują, że są niewinni. Tadeusz zeznaje pod przysięgą, że nie mówił Bronkowi o akcji likwidacyjnej jego ojca. Dowódca "Krawiec" potwierdza dowody winy Bronka i opowiada o zabójstwie fotografa Sołtana. Podczas spotkania w fotoplastykonie Tadeusz ma pretensje do Halbego, że w czasie ucieczki z egzekucji zginął Krzysztof. Nadal mógł być ich szansą dotarcia do Komendanta Głównego ZWZ. Halbe odpowiada, że nic nie wiedział o tej akcji i ironicznie dodaje, że jest to już druga wspólna porażka Tadeusza i Tannenberga. Celina dowiaduje się od Michała o śmierci Krzysztofa. Romek mówi rodzicom, że ma namiary na Klugego, który może załatwić im legalny wyjazd do Palestyny. Zabiera na spotkanie Lenę. Dowiadują się, że cena wyjazdu z getta jest tak wysoka, że znalezione pieniądze wystarczą na ucieczkę jedynie dwóch osób. W obliczu gróźb pomniejszenia getta, udaje im się przekonać rodziców, by wyjechali. Do pracowni futrzarskiej w getcie wpadają Niemcy. Aresztują Mongoła pod zarzutem prowadzenia nielegalnej działalności. Szop zostaje zlikwidowany. Lena i Rutka tracą pracę. Wanda próbuje ratować Bronka. Kieruje podejrzenia Janka w stronę Tadeusza, nowego w oddziale. Wanda zaczyna go śledzić. Szybko odkrywa, że Tadeusz regularnie chodzi do warszawskiego fotoplastykonu, gdzie spotyka się z nieznajomym mężczyzną. Nina doprowadza do spotkania Tadeusza z Rainerem, który próbuje go przekonać, że Halbe zabił Kellera. Janek przekazuje Staszkowi pismo z Komendy Głównej, zaprzeczające wydaniu w ręce Niemców sowieckich agentów z listy mikrofilmu. Staszek wraca z nim do Sorokina. Nie zdaje sobie sprawy, że śledzi go Ruda. Janek, Władek, Michał, Bronek i Tadeusz wpadają do kryjówki Sowietów. Wywiązuje się strzelanina. Sorokin ginie. Staszek umiera na rękach Janka. Karol wskazuje miejsce ukrycia gen. Radziszewskiego. Tymczasem po niedoszłej wymianie z Sowietami wściekły Tannenberg nakazuje Fuchsowi rozstrzelać wszystkich Sowietów z transportu oraz częściowo opróżnić więzienie na Pawiaku. Maria z wieloma innymi więźniarkami zostaje wysłana do Oświęcimia. Tadeusz powiadamia Tannenberga o miejscu pobytu gen. Radziszewskiego w kwaterze na Mokotowie. |                              |                                                 |                            |                      |
| 13 (39) | Wieczór w Edenie             | Michał Rosa, Michał Rogalski, Waldemar Krzystek | Jarosław Sokół, Ewa Wencel | 12 grudnia 2010      |
| Sąd podziemny skazuje Bronka i jego ojca na śmierć za zdradę. Janek dzieli się z przyjaciółmi podejrzeniami Wandy wobec Tadeusza. W czasie obserwacji fotoplastykonu, Michał rozpoznaje tajemniczego mężczyznę, z którym spotyka się Tadeusz. To major Abwehry, Halbe. Szybko kontaktuje się z Dowódcą, jednak nie udaje im się uratować gen. Radziszewskiego przed aresztowaniem. To ostatni ruch zdekonspirowanego Tadeusza. Bronek i jego ojciec zostają oczyszczeni z zarzutów. Sajkowscy żegnają się z Leną i Romkiem przed wyjazdem do Palestyny. Wyprowadzeni z ekskluzywnego hotelu na podwórze, zostają rozstrzelani przez Niemców. Janek wyprowadza Lenę z getta, zaś Romek postanawia zostać w getcie. Celina żegna się Michałem. Władek oświadcza się Rudej. Halbe, Tadeusz i Tannenerg zostają odznaczeni przez gubernatora Fischera. Zamierzają świętować sukces w restauracji "Eden", gdzie z recitalem wystąpi Inga. Rainer, ośmieszony ostatecznie przez Halbego, szykuje zemstę. Przez Ninę przekazuje zaproszenie na wieczorny występ Bronkowi. Podczas przejażdżki samochodem pod Warszawą, Rainer morduje Ninę, jako niewygodnego świadka swojej zdrady. Oddział zostaje oficjalnie rozwiązany, lecz Władek, Michał, Janek i Bronek przeprowadzają ostatnią akcję, w której giną Inga, Tannenberg, Fuchs, Rappke, Halbe i Tadeusz ... Rainer triumfuje. |                              |                                                 |                            |                      |

## Seria IV
| 01 (40) | Już czas...            | Michał Rosa, Michał Rogalski                    | Jarosław Sokół, Ewa Wencel | 4 września 2011      |
| Jest kwiecień 1944 roku. W jednym z oddziałów partyzanckich w Górach Świętokrzyskich działają Bronek i Janek. Spotykamy ich w momencie, kiedy przeprowadzają atak na posterunek niemieckiej żandarmerii. W obozie niespodziewanie pojawia się major Krawiec, ich dowódca z czasów warszawskich. Okazuje się, że po fali ostatnich aresztowań Bronek i Janek znowu są potrzebni, dostają rozkaz powrotu. W Warszawie spotykają się ze swoimi ukochanymi, Leną i Wandą. Bardzo szybko dochodzi do pierwszej akcji. Bronek i Janek uczestniczą w zamachu na szefa gestapo w Warszawie, Petera Klausa Schoebbla, wsławionego wyjątkowym okrucieństwem. |                        |                                                 |                            |                      |
| 02 (41) | W pułapce              | Michał Rosa, Michał Rogalski                    | Jarosław Sokół, Ewa Wencel | 11 września 2011     |
| Bronek i Janek wraz z oddziałem napadają na konwój Schoebbla. Wywiązuje się strzelanina. Bronek zabija Schoebbla i zabiera jego teczkę z dokumentami. Michał i Władek biorą udział w odprawie w namiocie sztabowym Skotnickiego we Włoszech. Wylot do Polski może nastąpić w każdej chwili. Krawiec gratuluje Jankowi i Bronkowi zlikwidowania Schoebbla. Bronek przekazuje mu teczkę z dokumentami szefa gestapo. Krawiec mówi, że ich kolejnym zadaniem będzie przewiezienie do Warszawy polskich skoczków. Fischer przesłuchuje rannego esesmana. Komendantem szpitala wojskowego jest doktor Otto Kürchner. Fischer prosi go o pomoc w sprawie chorej na nerki matki. Otto rozpoczyna poszukiwanie doktor Marii. Fischer zastanawia się, kto może objąć stanowisko zamordowanego Schoebbla. Postanawia ściągnąć z Salonik Larsa Rainera, który wcześniej sprawował już to stanowisko w Warszawie. |                        |                                                 |                            |                      |
| 03 (42) | Kim pani jest?         | Michał Rosa, Michał Rogalski                    | Jarosław Sokół, Ewa Wencel | 18 września 2011     |
| Brehm budzi Rainera wiadomością o znalezieniu zwłok esesmana. Sugeruje, że za zamachem na Schoebbla nie mogą stać amatorzy. Grupa Skotnickiego, w tym Władek i Michał, podczas lądowania w Polsce wpada w pułapkę Sowietów. Próba ucieczki nie udaje się, gdyż Dykow bierze na muszkę Skotnickiego. Sowieci wyprowadzają więźniów. Pakują ich do samochodu osobowego i na ciężarówkę. Razem z nimi przewożą tajemniczą osobę w kapturze na głowie. Na konwój sowiecki napada grupa Krawca: Janek, Bronek i partyzanci Jastrzębia, oswobadzając polskich więźniów. Brehm informuje Rainera o kolejnej ofierze. Na miejscu zbrodni okazuje się, że morderstwo jest zaskakująco podobne do poprzedniego. Pozostawione napisy znów wskazują na polskich bandytów. Ruda wykonuje wyrok na Holtzu. W jego mieszkaniu Janek i Ernest znajdują skrytkę z archiwum dokumentów, którymi mężczyzna się posługiwał. Wśród kennkart, zaświadczeń i blankietów Janek znajduje kennkartę Leona Sajkowskiego. Dociera do niego, że rodzice Leny nie wyjechali do Palestyny. |                        |                                                 |                            |                      |
| 04 (43) | Sonderkommando „Tiger" | Michał Rosa, Michał Rogalski, Waldemar Krzystek | Jarosław Sokół, Ewa Wencel | 25 września 2011     |
| Janek, Ruda i Ernest przeglądają archiwum Holtza. Znajdują zaszyfrowany dokument, który może być spisem transakcji przeprowadzanych przez Holtza. Janek mówi Rudej, że Władek wrócił do Warszawy. Brehm robi postępy w śledztwie – okazuje się, że ofiary współpracowały w załogach obozów koncentracyjnych. Ślady tortur na ciele Neumayera, który służył w Sonderkommando Tiger, powodują, że Rainer postanawia pojechać do ich jednostki. Bronek zmusza Teresę do ujawnienia, że Wandę zabrano na roboty do Rzeszy, do Czerniejewa. Krawiec i Brodowicz przesłuchują Osmańską. Kobieta daje im zdjęcie silnika pulsacyjnego nowej broni testowanej przez Niemców. Karolina Osmańska flirtuje z Michałem. Helena zgłasza się do Arbeitsamtu, by dobrowolnie wyjechać na roboty do Rzeszy. Przekupuje Schweriga, by skierował ją do Czerniejewa. Janek zabiera Romka do mieszkania Leny. Nie ma odwagi powiedzieć mu o śmierci Sajkowskich. |                        |                                                 |                            |                      |
| 05 (44) | Tajna broń             | Michał Rosa, Michał Rogalski                    | Jarosław Sokół, Ewa Wencel | 2 października 2011  |
| Michał, Bronek i Władek osłaniają Osmańską, która wchodzi do obozu wojskowego SS Heidelagger w Pustkowie. Z rozkazu Krawca została ich agentem. Wanda trafia do gospodarstwa Kugla w Czerniejewie. Władek i Bronek w lesie odkopują skrzynkę. W środku jest fragment urządzenia sterującego lotem tajnej broni V-2. Rainer i Brehm rozmawiają w restauracji o Stocku. Są pewni, że znał Neumayera. Pod restaurację podbiega zamachowiec, strzela niecelnie do wychodzących z niej Rainera i Brehma, a sam zostaje zastrzelony przez przygodnego niemieckiego oficera. Rainer znajduje dokument przy zamachowcu zastrzelonym pod restauracją, z którego wynika, że działał w interesie III Rzeszy. Jednocześnie Fischer oskarża Rainera o nieudolność w prowadzeniu śledztwa. Rainer i Brehm domyślają się, że w morderstwa SS - manów zamieszani są sami Niemcy. |                        |                                                 |                            |                      |
| 06 (45) | Nowy świadek           | Michał Rosa, Michał Rogalski                    | Jarosław Sokół, Ewa Wencel | 9 października 2011  |
| Michał i Osmańska budzą się po wspólnie spędzonej nocy. Władek wypytuje Janka o Rudą. Dowiaduje się, że Ruda została w podziemiu likwidatorką, wykonuje wyroki sądów. Prosi Janka, by załatwił mu udział w akcji jako jej obstawa. Brehm melduje Rainerowi, że zamachowiec pod restauracją został podstawiony przez Stocka. W lokalu konspiracyjnym Władek, Brodowicz i Tokarz oglądają element przywieziony przez Władka z Pustkowa. Osmańska przekazuje plany obozu Władkowi, Michałowi i Bronkowi. Bronek decyduje się zawieźć je do Warszawy. Żegna się z Bogusiem. Skotnicki powołuje grupę do przechwycenia planów nowej niemieckiej broni V-2. Przydziela Alana i Lolka do Michała, Władka i Bronka. Oddział ma przeprowadzić akcję wywiadowczą na poligonie wojskowym SS Heidelager. Do obstawy oddeleguje pobliskie oddziały partyzanckie. Helena trafia do gospodarstwa Heinricha w Czerniejewie. Lena znajduje kennkartę ojca. Rainer z Brehmem przesłuchują nowego świadka, Falkenheima, współpracownika Stocka. |                        |                                                 |                            |                      |
| 07 (46) | Znak Rosenfarba        | Michał Rosa, Michał Rogalski                    | Jarosław Sokół, Ewa Wencel | 16 października 2011 |
| Krawiec szykuje oddział do akcji na poligonie. Zbierają się oddziały partyzantów. Gertruda Fischer wypytuje Marię o pobyt w obozie. Złotnik rozpoznaje na sztabach znalezionych w magazynie znak Rosenfarba, najlepszej przedwojennej firmy złotniczej w Warszawie. Złotnik mówi Rainerowi i Brehmowi, że Rosenfarb został wywieziony do obozu i pewnie nie żyje. Rainer i Brehm chcą odnaleźć żydowskiego złotnika. Lena, zrozpaczona wiadomością o śmierci rodziców, wycofuje się z działalności kurierskiej. Helena spotyka w Czerniejewie swoją córkę Wandę. Janek fotografuje wyrzutnie V-2. Dochodzi do strzelaniny. Polakom udaje się uciec, jednak Janek zostaje pogryziony przez psa wartowników. Władek zawozi rannego Janka do lekarza. Kiedy sam idzie do mieszkania doktora Bieleckiego, Janek zostaje aresztowany w ulicznej łapance. Rozpoznaje go SS - man ranny w zamachu na Schoebbla. Janek trafia na przesłuchanie do gabinetu Rainera. |                        |                                                 |                            |                      |
| 08 (47) | Oświadczyny            | Michał Rosa, Michał Rogalski                    | Jarosław Sokół, Ewa Wencel | 23 października 2011 |
| Niemcy robią nalot na dom Charewicza. Przeszukują gospodarstwo, zabierają gospodarza i jego żonę. Michałowi i Bogusiowi cudem udaje się uciec. Władek mówi Lenie o aresztowaniu Janka. Fischerowa czuje się coraz lepiej i daje Marii do zrozumienia, że docenia jej umiejętności lekarskie. Ernest przychodzi do Rudej z informacją, że szykuje się kolejne zadanie. Mówi, że jej prośba o wycofanie z akcji została odrzucona. Każe wziąć się Rudej w garść. Romek chce wyrównać rachunki z Niemcami za śmierć rodziców, nie zauważa uczuć Klary. Helena zdradza Heinrichowi, że chora pracownica Kugla to jej córka, dla której przyjechała do Czerniejewa i że mogłaby spróbować przekupić Kugla. Heinrich decyduje się jej pomóc. Brehm i Falkenheim znajdują ukrytego w magazynie złotnika Rosenfarba. Ruda i Ernest idą na zwiad przed akcją. Tym razem okoliczności są bardziej ryzykowne, gdyż w kamienicy przyszłej ofiary mieszka wielu volksdeutschów. Michał, dowiedziawszy się o przesłuchaniu Osmańskiej, postanawia uciec z nią do Warszawy. Brodowicz gratuluje chłopakom sprawnie przeprowadzonej akcji na poligonie. Informuje, że zdobyta przez nich dokumentacja jest już w drodze do Londynu. Nie wspomina słowem o aresztowaniu Janka. Krawiec zabrania Władkowi podejmowania jakichkolwiek ruchów na własną rękę w jego sprawie. Bronek przekazuje Władkowi gryps od Marii. To znak, że matka żyje. Bronek przywozi Bogusia do Warszawy. Michał oświadcza się Karolinie Osmańskiej. |                        |                                                 |                            |                      |
| 09 (48) | Niemieckie porachunki  | Michał Rosa, Michał Rogalski                    | Jarosław Sokół, Ewa Wencel | 30 października 2011 |
| Ruda budzi Władka i mówi mu, że na razie nie mogą być razem. Lekarz ponownie odwiedza Wandę, która dochodzi do sił. Kugel chwali się, że jego starszy syn przyjeżdża z frontu. Dostał przepustkę w nagrodę za zniszczenie sowieckiego czołgu. Krawiec informuje oddział o planach nowej akcji wysadzenia dworca w Berlinie. Prosi chłopaków, by namówili Lenę, żeby wzięła udział w akcji, bo najlepiej wie, jak poruszać się na terenie Rzeszy. Krawiec mówi Michałowi i Władkowi, że dowództwo chce wykorzystać obecność Marii w domu gubernatora do zdobycia informacji. Michał przekazuje przyjaciołom wiadomość o swoich zaręczynach. Zaprasza ich na przyjęcie. Celina, widząc całujących się Michała i Karolinę, opuszcza przyjęcie. Brehm mówi Rainerowi, że po ich wizycie w magazynie złoto zniknęło, a Stock złożył kolejną wizytę Fischerowi. Ze zdobytych informacji wynika, że Stock był przełożonym Holtza, który trudnił się okradaniem Żydów. Lena zgadza się wziąć udział w akcji na dworcu w Berlinie. Bronek mówi jej o planach wywiezienia Wandy z Czerniejewa w drodze powrotnej. Do Kuglów przyjeżdża z wizytą syn, Dieter. Od razu zwraca uwagę na uśmiechającą się do niego Zośkę, która kokietuje Dietera w czasie obiadu. Chce uwieść mężczyznę, żeby pomógł jej w ucieczce. Wanda i Aniela odkrywają, że Zośka nie wróciła na noc. Z przerażeniem dostrzegają na podjeździe karetkę i urzędnika wypisującego akt zgonu Zośki. Rainer organizuje pokazowe aresztowanie Kowalczyka, polskiego handlarza bronią, żeby przekonać towarzyszy Janka o jego zdradzie. Maria, pod nieobecność Fischera, wchodzi do jego gabinetu, gdzie znajduje skrzynie ze złotem. Rainer przesłuchuje Janka. Współpracownicy Stocka zabijają Kowalczyka, Rosenfarba, Brehma i Falkenheima. |                        |                                                 |                            |                      |
| 10 (49) | Wyprawa do Rzeszy      | Michał Rosa, Michał Rogalski                    | Jarosław Sokół, Ewa Wencel | 6 listopada 2011     |
| Bronek prosi Krawca o zgodę na uratowanie Wandy w drodze powrotnej z Berlina. Rainer wypytuje Janka, czy znaleźli u Holtza złoto. Janek mówi, że w archiwum były tylko dokumenty. Brodowicz mówi chłopakom, że celem akcji w Berlinie jest propaganda. Zadanie polega na podłożeniu bomby na stacji Keiserstrasse. Władek przekonuje Bronka, żeby nie mówili Krawcowi, że widzieli Janka z gestapowcami pod kawiarnią. Władek przypomina Bronkowi, że sam był kiedyś niesłusznie oskarżony o zdradę. Romek kocha się z Klarą. U Rainera zjawia się przysłany przez centralę z Berlina Guido Lichtmann, służący poprzednio w Kopenhadze. Rainer zleca mu śledztwo w sprawie śmierci jego poprzednika, komisarza Brehma. Akcja na dworcu w Berlinie kończy się sukcesem. W drodze powrotnej Władek, Bronek i Michał kradną furgonetkę potrzebną do transportu. Alan i Lena, jako urzędnicy Rzeszy, Manfred Werner i Elfride Kuntz, jadą do Czerniejewa. Na posterunku dowiadują się, gdzie przebywa Wanda. Przestraszony obecnością urzędników Kugel, posłusznie wypuszcza Wandę. Wanda jest zaskoczona widokiem Leny. Alan i Lena zabierają również Helenę z gospodarstwa Heinricha. Wanda wita się z Bronkiem. Ruda, po spotkaniu z Ernestem, widzi Osmańską z obcym mężczyzną na cmentarzu. Rainer torturuje Blazera - gdyż chce uzyskać informacje, kto kieruje Stockiem - po czym zabija go. Nie uzyskał informacji, jednak pomścił śmierć Brehma. |                        |                                                 |                            |                      |
| 11 (50) | Ostatnia podróż        | Michał Rosa, Michał Rogalski                    | Jarosław Sokół, Ewa Wencel | 13 listopada 2011    |
| Wanda i Bronek cieszą się, że znowu są razem. Bronek umieszcza Wandę i Helenę w bezpiecznym mieszkaniu. Załatwia dla nich papiery. Na Kercelaku Michał pierwszy raz od lat widzi matkę. Romek pociesza zrozpaczoną Lenę. Mówi, że powinna myśleć o dziecku. Lena martwi się, że przesłuchania złamią Janka. Oddział cieszy się z oddźwięku akcji na niemieckiej stacji, o której głośno w gazetach. Krawiec mówi, że zna plan Rainera wobec Janka, ale potwierdza, że Janek nikogo nie zdradził. Krawiec prosi Władka, żeby przekazał matce, by spróbowała znaleźć informacje w willi gubernatora. Fischer żałuje, że nie zlikwidował Rainera. Jest pewny, że to on stoi za zniknięciem Blazera. Osmańska przynosi zakupioną na bazarze kopię obrazu Vermeera "Dziewczyna z perłą". Ruda mówi Władkowi, że widziała Osmańską, jak spotyka się jakimś mężczyzną w parku. Idą do magazynu, gdzie Władek rozpoznaje kompana Osmańskiej. To Rosjanin Dykow. Rainer składa Jankowi propozycję. Jako genialny fałszerz ma rozpracowywać podrobione dokumenty. Bronek przyprowadza Bogusia do mieszkania Wandy i Heleny. Mówi, że chłopak zamieszka z nimi. Władek znajduje w mieszkaniu Osmańskiej kilka fałszywych paszportów kobiety wystawionych na różne nazwiska. Michał jest wściekły na Karolinę. Władek nie pozwala mu się zdradzić. Każe mu nadal grać rolę narzeczonego. Tylko tak mogą wpaść na trop dokumentów, które nadal posiada Osmańska. Władek mówi dowódcom, że Osmańska ich oszukała. Lena sprawdza adres podany przez Osmańską w Poznaniu. Dowiaduje się od dozorcy, że prawdziwa Osmańska zmarła w obozie. Maria zakrada się do gabinetu Fischera. Przeszukuje jego biuro. Fischer przyłapuje ją. Z opresji ratuje ją Fischerowa. Tłumaczy, że wysłała Marię po wagę. Nieufny Fischer sprawdza Marię. Dowiaduje się, że jest matką znanych Niemcom działaczy polskiego podziemia. Lena wraca z Poznania z informacjami o Osmańskiej, jednak w pada w ręce Gestapo, co wykorzystuje Rainer. Chce zmusić Janka do zdrady. |                        |                                                 |                            |                      |
| 12 (51) | Dziewczyna z perłą     | Michał Rosa, Michał Rogalski                    | Jarosław Sokół, Ewa Wencel | 20 listopada 2011    |
| Lichtmann przesłuchuje Lenę. Wypytuje ją o zamach bombowy na Keiserstrasse. Grozi jej, że zostanie przewieziona do Berlina. Lena i Janek mijają się na korytarzu na Szucha. Lena mówi Jankowi, że Osmańska zdradziła. Brodowicz i Krawiec informują Bronka i Władka, że wywiad AK ustalił, iż Osmańska pracuje dla Sowietów. Janek zostaje przewieziony do niemieckiego archiwum, gdzie ma rozpracowywać dokumenty. Wykorzystując okazję, zabija obstawiających go Niemców i ucieka. Rainer dowiaduje się od Lichtmanna o ucieczce Janka, po czym nakazuje wzmocnić nadzór nad Leną. Janek zjawia się u Rudej i spotyka tam Władka. Mówi, że Niemcy chcą wywieźć Lenę do Berlina i że Osmańska zdradziła. Brodowicz i Krawiec przesłuchują Janka. Fischer przyjmuje Stocka, który informuje go o przygotowaniu konwoju złota. Otto obiecuje Marii pomóc jej w ucieczce z willi Fischera. Rainer zostaje wezwany do Berlina. Michał przeszukuje rzeczy Osmańskiej. W kopii obrazu Vermeera znajduje mikrofilm z brakującą dokumentacją V-2. Przekazuje mikrofilm pułkownikowi Brodowiczowi, a ten zarządza likwidację Osmańskiej. Władek, Bronek, Janek, a także Ruda, Michał i Romek decydują się wziąć udział w akcji likwidacyjnej. Karolina błaga Michała o ratunek, ale Władek zabija ją. W międzyczasie Rozalia i Klara zostają aresztowane przez Gestapo. |                        |                                                 |                            |                      |
| 13 (52) | Złoty konwój           | Michał Rosa, Michał Rogalski                    | Jarosław Sokół, Ewa Wencel | 27 listopada 2011    |
| Brodowicz przekazuje chłopakom ostatnie wiadomości z Londynu. Okazuje się, że likwidacja Osmańskiej była tragicznym błędem, gdyż pracowała ona od 1940 roku dla brytyjskiego wywiadu wojskowego MI6, była wtyczką na Pawiaku w 1941 roku, a następnie rozpracowywała sowiecką agenturę. Michał jest załamany. Brodowicz przedstawia następne zadanie - napad na konwój Fischera i Stocka. Krawiec daje Władkowi i Michałowi zgodę na pomoc w uwolnieniu Marii. Fischer wzywa Rainera. Mówi mu, że matka Władysława i Michała Konarskich przebywa w jego domu. Chce, by po wyjeździe jego matki Gertrudy do czeskiego uzdrowiska Karlsbad, Rainer aresztował Marię Konarską. Otto zjawia się w willi Fischera ze sfałszowanym rozkazem zabrania Marii do pomocy w szpitalu. Gertruda, w rewanżu za opiekę Marii, wydaje pozwolenie opuszczenia willi. Otto wyjeżdża z Marią na spotkanie z Władkiem i Michałem, którzy dziękują niemieckiemu oficerowi za pomoc w uratowaniu ich matki. Wściekły Fischer nakazuje odnaleźć Ottona. Maria i Otto zamieszkują razem w lokalu po Osmańskiej. Rainer melduje się w centrali Gestapo w Berlinie u Brigadeführera Kirstena. Mówi przełożonemu o swoich podejrzeniach wobec Fischera i Stocka. Kirsten każe Rainerowi odzyskać skradzione złoto. Sam obiecuje zająć się Fischerem i Stockiem. Rainer zostaje przywitany w Warszawie przez Lichtmanna, specjalnego wysłannika Gruppenführera z Berlina. Oddział pod dowództwem Krawca rozpoczyna ostrzał konwoju Fischera i Stocka na moście, 24 km od Kalisza. Niemcy zdają sobie sprawę, że są w zasadzce. Rozpoczyna się krwawa walka na śmierć i życie, w której ginie Stock. Romek po walce wręcz wrzuca Fischera do rzeki Prosny, jednak okazuje się, że ten żyje. Polacy znajdują skrzynie wypełnione złotem. W więzieniu na Pawiaku Lena rodzi syna. |                        |                                                 |                            |                      |

## Seria V
| 01 (53) | Koniec i początek                                              | Michał Rosa | Jarosław Sokół, Ewa Wencel | 2 września 2012      |
| Akcja rozpoczyna się w kwietniu 1945 r. Michał i Władek są w oddziale partyzanckim i ukrywają się w lesie. Gdy żołnierze Armii Ludowej robią "kocioł" zaczynają podejrzewać, że w oddziale jest zdrajca i planują prowokację, aby go wykryć. Bronek wykonuje wyroki śmierci na komunistycznych konfidentach. Mieszka z Wandą w podwarszawskiej czynszówce. Janek zostaje wywieziony z niemieckiego obozu wraz z innymi polskimi więźniami. Przy punkcie kontrolnym koło Murnau am Staffelsee w Bawarii przechwytują ich Amerykanie i przewożą do obozu dla uchodźców. Janek nie wie, że w obozie tym przebywają ciężko chora Maria i Otto. W okolicach Pilzna Rainer każe zakopać dwóm SS-manom tajemnicze skrzynie, po czym ich zabija, a sam w cywilnym ubraniu przyłącza się do grupy niemieckich uciekinierów z Breslau. W Warszawie Helena poszukuje informacji o Wandzie. W punkcie poszukiwawczym na warszawskiej Pradze podchodzi do niej tajemniczy mężczyzna o imieniu Kazimierz. Helena najwyraźniej dobrze go zna. W tym samym punkcie Władek i Michał szukają matki. Michał spotyka Celinę, której towarzyszy pisarz Paweł Butermant. Celina pracuje w wydawnictwie "Czytelnik", jako tłumacz. Dla Michała ta praca to forma kolaboracji z komunistami. Dyrektor jednego z departamentów Ministerstwa Bezpieczeństwa Publicznego, Ada Lewińska, zleca pułkownikowi UB Leonowi Wasilewskiemu odnalezienie i zadenuncjowanie dwustu polskich skoczków zrzuconych podczas wojny na teren kraju. W powiatowym biurze UB kapitan Karol Ryszkowski podczas przesłuchania zabija księdza. Przełożony Karola, pułkownik Wasilewski, rozkazuje mu sporządzić listę nazwisk i pseudonimów polskich skoczków, z którymi miał do czynienia podczas wojny. |                                                                |             |                            |                      |
| 02 (54) | Zawisza                                                        | Michał Rosa | Jarosław Sokół, Ewa Wencel | 9 września 2012      |
| Zgodnie z planem Władka, Michał dyskretnie obserwuje posterunek milicji w Żarnowcu. Okazuje się, że prowokacja zadziałała, posterunek został wzmocniony siłami KBW, co oznacza, że zdrajca z oddziału partyzantów przekazał informacje o planowanym napadzie na posterunek. W momencie przekazywania Bronkowi rozkazu Delegata Sił Zbrojnych na Kraj o złożeniu broni do lokalu wpadają funkcjonariusze UB, aresztują Bronka oraz łącznika. Przed lokalem na więźniów czeka kapitan Ryszkowski. Na widok Bronka zaskoczony nie wie, jak się zachować. Zeznania Bronka mogą okazać się dla niego śmiertelnie niebezpieczne. |                                                                |             |                            |                      |
| 03 (55) | Kartka na murze                                                | Michał Rosa | Jarosław Sokół, Ewa Wencel | 16 września 2012     |
| Janek i Bolek przekraczają polski punkt graniczny i szczęśliwie docierają do Radzymina, rodzinnego miasta Bolka, gdzie czekają na niego żona i dwuletni synek. Helena zgłasza się do Urzędu Miejskiego, w którym Kazimierz piastuje wysokie stanowisko. Ten wręcza jej nominację na urzędnika państwowego i ponawia prośbę o kontakt z Wandą. Michał odwiedza Celinę i robi jej wyrzuty za pracę w czerwonym wydawnictwie. Celina broni się, mówiąc, że służy przede wszystkim dobrej literaturze. Ruda zamierza wyjechać z kraju wraz ze swoim współpracownikiem Ernestem. Straciła wiarę w sens dotychczasowej działalności. Karol zauważa na warszawskiej ulicy plakat "Ślubów panieńskich", a na nim nazwisko Wandy. Zaczyna śledzić byłą żonę. Janek dociera wreszcie do Warszawy. Na praskim murze, szukając informacji o Lenie, znajduje kartkę od Romka. W tym czasie Rainer w obozie jenieckim zdradza informację o zakopanym archiwum w strefie kontrolowanej przez Amerykanów. Sowieci zabierają Rainera i wyruszają w stronę checkpointu. Janek odnajduje Romka, a ten mówi mu, że zarówno dziecko, jak i Lena nie żyją. Zginęli podczas powstania warszawskiego. Na oczach Janka zrozpaczony Romek wyciąga pistolet i przykłada do piersi żeby oddać końcowy strzał. |                                                                |             |                            |                      |
| 04 (56) | Szczęśliwe miejsce                                             | Michał Rosa | Jarosław Sokół, Ewa Wencel | 23 września 2012     |
| Wasilewski dostaje reprymendę od Ady za brak postępów w sprawie skoczków. Sam wyżywa się na Karolu za swoje niepowodzenia. Daje mu tydzień na skompletowanie listy skoczków wraz z adresami. Karol zatrudnia Woźniaka i każe mu szukać w gestapowskich dokumentach nazwisk skoczków. Woźniak odnajduje kilkanaście nazwisk i zdjęć, m.in. Władka, Michała i Janka. Karol szybko trafia na trop Janka. Maria i Otto wyruszają do Polski. Nocując wraz z uchodźcami w jednej ze stodół zostają napadnięci przez ukrywających się uzbrojonych esesmanów. Bronek spotyka się z Brodowiczem, rozmawiają o zniknięciu Krawca. Bronek prosi o przeniesienie do oddziału partyzantów w Kampinosie. Oznajmia Wandzie, że musi zniknąć. Wanda nie rozumie, dlaczego Bronek kontynuuje walkę. Helena na Pradze zauważa plakat "Ślubów panieńskich" z nazwiskiem córki. Od razu udaje się do teatru, gdzie spotyka Wandę wychodzącą z próby. Władek i Michał ruszają na spotkanie z komendantem Jezierskim. Na miejscu w chacie komendanta znajdują zwłoki Jezierskiego i jego współpracownika Stanisława, obok leży ciężko ranny nieznajomy mężczyzna Bocian. Przy próbie wywiezienia mężczyzny, Michał i Władek wpadają w ręce Sowietów. |                                                                |             |                            |                      |
| 05 (57) | Bocian                                                         | Michał Rosa | Jarosław Sokół, Ewa Wencel | 30 września 2012     |
| Janek zostaje aresztowany przez UB. Karol Ryszkowski natychmiast informuje Wasilewskiego o pierwszym sukcesie. Wasilewski osobiście przesłuchuje Janka i zwalnia go z aresztu, wcześniej pokazując zdjęcie, na którym jest Lena. Za zgodą Brodowicza, Bronek trafia do oddziału Władka w Puszczy Kampinoskiej. Bronek i Ruda zaniepokojeni długą nieobecnością Michała i Władka ruszają ich śladem do chaty Jezierskiego. Na miejscu zastają jednak tylko trupy komendanta Jezierskiego i jego pomocnika Stanisława. W Warszawie na Wandę czyha Karol. Oferuje przerażonej kobiecie swoją pomoc, Wanda jednak nie chce mieć z nim nic wspólnego. Maria i Otto docierają do Wrocławia, gdzie wita ich gościnnie żona Ottona, Berta, która przed wojną poznała Marię na kongresie nefrologicznym w Bolonii w 1938 roku. Celina dostaje od Butermanta zadanie, ma pokazać powojenną Warszawę dwóm początkującym, dobrze zapowiadającym się pisarzom, służącym w wojsku polskim. |                                                                |             |                            |                      |
| 06 (58) | Pamiątka z powstania                                           | Michał Rosa | Jarosław Sokół, Ewa Wencel | 7 października 2012  |
| Michał i Władek pomagają dotrzeć Bocianowi na spotkanie z Brodowiczem. Okazuje się, że Bocian jest w posiadaniu niezwykle ważnego dokumentu podpisanego przez samego generała Okulickiego. Ruda dostaje pilną depeszę od matki z prośbą o jak najszybszy powrót do domu. Do mieszkania Ottona i Berty zostają dokwaterowani polscy lokatorzy. Niemcy nie potrafią przejść nad tym do porządku dziennego, są mimo przegranej wojny zszokowani nowym ładem. Kazimierz ponownie prosi Helenę o zorganizowanie spotkania, mimo że Wanda nie chce go znać. Janek wypuszczony przez UB wraca do Bolka i Jadzi, pokazuje im zdjęcie, które dostał od Wasilewskiego. Bolek z Jankiem rozpoczynają poszukiwania osób z fotografii. Dzięki plakatowi teatralnemu Wandę odnajduje Lena. Lena żyje, uratowana przez żołnierza Armii Ludowej. Szuka Janka. Michał i Władek ewakuują się wraz z Bocianem ze zdekonspirowanego mieszkania, które obserwują ubecy. Cudem unikają wpadki. Lena wraca do domu, okazuje się, że jej protektorem i wybawicielem jest sam Wasilewski. Krawiec przejmuje Bociana, Michał i Władek zostają chwilowo zawieszeni w swoich obowiązkach. |                                                                |             |                            |                      |
| 07 (59) | Kuzyn z Murmańska                                              | Michał Rosa | Jarosław Sokół, Ewa Wencel | 14 października 2012 |
| Ruda dociera do Lublina, do matki. Okazuje się, że jej ojciec nie żyje. Za jego śmierć odpowiedzialny jest miejscowy ubek. Rainer próbuje zainteresować Amerykanów swoim sekretem o zakopanym archiwum. Przesłuchujący go sierżant Meyers nie jest zainteresowany negocjacjami ze zbrodniarzem z gestapo. Berta i Otto przygotowują się do wyjazdu do Niemiec. W ostatnim momencie Otto decyduje się zostać z Marią w Polsce. Michał, Bronek i Władek nie wiedzą, skąd UB trafiło na ich ślad. Michał zaczyna śledzić Celinę, która spotyka się z literatem - oficerem LWP Kupsiewiczem. Wanda śledzona przez Bronka udaje się na spotkanie z ojcem do siedziby Urzędu Miejskiego. Prosi Kazimierza o pomoc w sprawie nachodzącego ją Karola. Kazimierz udaje się do pułkownika Wasilewskiego i nakazuje mu wyrzucenie Karola z pracy. Ruda z matką chowają ojca. Podczas cichego pogrzebu dochodzi do incydentu z ubekiem Kuczokiem. Ruda chce pomścić śmierć ojca i po krótkiej wymianie zdań strzela ubekowi prosto w czoło. Janek i Bolek odnajdują Kobrę, drugiego mężczyznę ze zdjęcia. Ten też twierdzi, że podczas zakopywania archiwum nie było z nimi żadnej dziewczyny. Wasilewski udaje się do Ady prosić o zgodę na śledzenie Kazimierza w związku z jego dziwną wizytą w Urzędzie Bezpieczeństwa. Bronek i Michał są przesłuchiwani przez pułkownika Orlickiego z Delegatury Sił Zbrojnych na Kraj. Sprawa dotyczy Bociana i jego wiarygodności jako emisariusza generała Okulickiego. |                                                                |             |                            |                      |
| 08 (60) | Kanał                                                          | Michał Rosa | Jarosław Sokół, Ewa Wencel | 21 października 2012 |
| Michał spotyka się z Adą Lewińską, przekazuje jej informacje od Bociana. Ada nakazuje mu, aby kurier Okulickiego spotkał się z nią bezpośrednio, bez tego Michał nie będzie wiarygodny. Tymczasem Bocian zostaje odwieziony do szpitala i oddany pod opiekę siostry Józefy. Władek zakneblowany, pobity i wrzucony do kanału zostaje cudem uratowany przed utonięciem. Próbuje wydostać się, niestety właz jest zamknięty. Otto i Maria szukają pracy w szpitalu w Warszawie. Józefa wstawia się u dyrektora szpitala za Marią i Ottem. Michał i Bronek zaniepokojeni zniknięciem Rudej i Władka szukają ich w warszawskim mieszkaniu Rudej. Tymczasem Ruda śledzi kapitana Wachowicza - odpowiedzialnego za śmierć jej ojca i dociera do jego domu. Zostaje postrzelona przez nastoletniego syna Wachowicza. Ada Lewińska przychodzi do szpitala na spotkanie z Bocianem. Po krótkiej rozmowie zgadza się na spotkanie, o którym mówił wcześniej Bocian. Żąda dokładnego zaplanowania czasu, miejsca i przede wszystkim składu rozmówców ze strony polskiej. Spotkanie zostaje ustalone a Michał i Bronek wyznaczeni do ochrony. Janek spotyka Celinę w Biurze Odbudowy Stolicy. Po krótkotrwałej radości przychodzi ogólne rozczarowanie Celina też nie wie, gdzie szukać Leny. Celina i Kupsiewicz obserwują leśniczówkę, w której odbywa się tajne spotkanie z udziałem działaczy Podziemia. Celina przerażona zauważa znajome twarze. Z narażeniem życia ostrzega przyjaciół o niebezpieczeństwie, rozpoczyna się strzelanina. |                                                                |             |                            |                      |
| 09 (61) | Major Zwonariew                                                | Michał Rosa | Jarosław Sokół, Ewa Wencel | 28 października 2012 |
| Z leśniczówki pod obstawą KBW wychodzą wszyscy aresztowani tam działacze podziemia. Bocian ujawnia się publicznie, jako sowiecki major NKWD Zwonariew. Podczas transportu udaje się zbiec Bronkowi, Krawcowi i dwóm partyzantom. Maria rozpoczyna pracę w szpitalu. Jej pacjentką jest Ruda, przywieziona z raną postrzałową. Konieczna jest operacja. Maria wbrew zakazowi dyrektora szpitala prosi o pomoc doktora Kürchnera. Ada Lewińska świętuje wielki sukces, przywódcy podziemia zostali ujęci. Wzywa pułkownika Wasilewskiego, który nic nie wiedział o tajnej obławie KBW. Wasilewski dowiaduje się, że major Zwonariew, jeden z asów radzieckiego wywiadu, będzie od tej pory pomagał mu w śledztwie. Michał Konarski zostaje zamknięty w celi, w której przebywa Lars Rainer. Janek i Bolek nadal poszukują mężczyzn z fotografii, na której widać też Lenę. Bronek i Krawiec z kolegami starają się uciec przed obławą KBW. Jedyna droga prowadzi na pole minowe. Ostatecznie jedynie Bronek ucieka, pozostali trzej giną. |                                                                |             |                            |                      |
| 10 (62) | Wróg czy sojusznik                                             | Michał Rosa | Jarosław Sokół, Ewa Wencel | 4 listopada 2012     |
| Bronek nie może dojść do siebie po śmierci kompanów. Janek pogrąża się w depresji, nie może darować sobie, że zginęli przez niego ludzie. Karol przesłuchuje Kobrę, obiecuje, że po ujawnieniu miejsca ukrycia archiwum, zwolnią brata Kobry z radzieckiego łagru. Kobra w końcu się łamie. Wskazuje miejsce, jednak okazuje się, że archiwum zostało wcześniej ewakuowane. Ruda odzyskuje przytomność, daje Marii adres mieszkania, gdzie spotyka Władka. Bronek i Władek zjawiają się u Karola. Grożą mu śmiercią przez powieszenie. Karol jest przerażony i zgadza się przekazać Michałowi gryps i broń. Marii udaje się wprowadzić Władka do szpitala do Rudej. Janek zaczyna śledzić Wasilewskiego i dociera do jego domu. Wasilewski jedzie do swojej matki, u której Lena zostawiła Jasia i porywa dziecko. |                                                                |             |                            |                      |
| 11 (63) | To ja cię znalazłem                                            | Michał Rosa | Jarosław Sokół, Ewa Wencel | 11 listopada 2012    |
| Major Zwonariew przesłuchuje Rainera. Niemiec próbuje wzbudzić u Rosjanina zainteresowanie archiwum AK. Rainer, twierdzi, że nie pamięta dokładnie miejsca, wskazując Władysława Konarskiego jako osobę, która zna dokładne miejsce ukrycia dokumentów. Władek tymczasem czeka w umówionym miejscu na Karola, który jednak nie zjawia się. Zwonariew kolejny raz ośmiesza i upokarza Wasilewskiego. Na dodatek przeciąga na swoją stronę Karola. Major sowiecki organizuje przeniesienie więźniów: Rainera, Michała, Orlickiego, Brodowicza i Celiny i innych. Wasilewski chce poznać miejsce przeniesienia więźniów, jednak Zwonariew nie zgadza się na ujawnienie tej informacji. Lena po spotkaniu z Jankiem wraca do Wasilewskiego. Janek spotyka się z Bronkiem i Władkiem. Sekretarka Kazimierza, Danuta, donosi na swojego szefa Karolowi. Donos Danuty na Helenę i Kazimierza trafia z rąk Ryszkowskiego do Wasilewskiego. Kazimierz spotyka się z Adą i podczas intymnej rozmowy dowiaduje się o niechlubnej tajemnicy z przeszłości Ady. Z rozkazu kapitana Wachowicza, funkcjonariusze UB w końcu wywożą ze szpitala Rudą mimo protestu Marii. |                                                                |             |                            |                      |
| 12 (64) | Koniec tej miłości                                             | Michał Rosa | Jarosław Sokół, Ewa Wencel | 18 listopada 2012    |
| Bronek, Władek i Janek docierają do Woronina, gdzie według Karola przetrzymywani są członkowie podziemia. Helena napastowana przez Wasilewskiego decyduje się ostrzec Kazimierza. Wasilewski dostaje zlecenie obserwacji i ochrony zbliżającej się premiery "Ślubów panieńskich". Rainer przekazuje Władkowi plan pomieszczeń więziennych, liczy na pomoc przy odbiciu. Kolejny raz wspomina o Archiwum AK. Lena próbuje być miła dla Wasilewskiego i uśpić jego czujność. Władek prosi Wandę o pomoc i wstawiennictwo u Karola, gdyż tylko on może wiedzieć, gdzie wywieziono Rudą. Ada niespodziewanie odwiedza Kazimierza. Adzie wyrywa się, że major Zwonariew był obecny przy katyńskich egzekucjach. Kazimierz zdaje sobie sprawę, że za sprawą mordu na polskich oficerach stali Rosjanie. Karol przekazuje Wandzie informację o Rudej. Łącznik przekazuje chłopakom instrukcje z Londynu dotyczące Archiwum, które bezwzględnie ma się znaleźć poza zasięgiem NKWD i UB. Karol po pożegnaniu z Wandą udaje się do swojego auta, gdzie popełnia samobójstwo strzelając do siebie z broni służbowej. |                                                                |             |                            |                      |
| 13 (65) | Dwa dni do wolności (początkowo miał nosić tytuł "Ja zostaję") | Michał Rosa | Jarosław Sokół, Ewa Wencel | 25 listopada 2012    |
| Rainer przekonuje Władka, że major Zwonariew nie zna prawdziwego miejsca ukrycia archiwum. Bronek, Michał i Władek obserwują miejsce, w którym przetrzymywana jest Ruda. Planują akcję odbicia. Rosyjski major Zwonariew żąda od polskiej minister Lewińskiej zwolnienia polskiego pułkownika Wasilewskiego z pełnionych obowiązków. Ada odmawia. Niemiec Otto Kürchner dostaje od polskiej dyrekcji pismo z żądaniem, aby w ciągu 24 godzin opuścił Polskę. Doktor przekazuje chłopakom plany przerzutu do Czech. Wszyscy wiedzą, że wyjazd może okazać się ostatecznym pożegnaniem z Ojczyzną. Kazimierz zdecydowany jest opuścić Warszawę - wcześniej żegna się z Heleną przekazując jej zaproszenie na premierę. Bronek terroryzuje kierowcę Wasilewskiego i sam zajmuje jego miejsce. Razem z Jankiem udają się do sierocińca, gdzie według słów kierowcy ma znajdować się Jasio. Po przywiezieniu dziecka pod kamienicę, w której mieszka Wasilewski, Janek idzie do jego mieszkania. W mieszkaniu jest sama Lena. Po ujrzeniu Janka i dowiedzeniu się, że po odbiciu Rudej uciekną razem na Zachód nie może się opanować z radości. Lena pakuje rzeczy dziecka. Tymczasem Wasilewski wraca do domu, gdyż dowiedział się, że Bronek jest fałszywym kierowcą. Wywiązuje się strzelanina, w której Wasilewski zostaje postrzelony i upada. Janek wychodzi z Leną z budynku. Zabija drugiego ubeka. Przy wsiadaniu Markiewiczów do samochodów, Wasilewski ostatkiem sił strzela do Janka i zabija go. Pułkownika dobija Bronek. Odbywa się pogrzeb Janka na który przychodzą wszyscy jego przyjaciele. Bronek, Władek i Michał przygotowują się do akcji w teatrze. W trakcie uroczystego przemówienia dyrektora teatru cichociemni odpalają lonty, karbidowy dym zasnuwa scenę, co umożliwia uprowadzenie zaskoczonego majora Zwonariewa. Następnie w drodze wymiany oddają go za Rudą. Zwonariew ginie. Tuż po tym przychodzi czas opuszczenia Polski. Wcześniej cichociemni odkopują Archiwum AK. Rainer zostaje przekazany Amerykanom. Lena postanawia zostać w Polsce, przy Janku. Reszta opuszcza Polskę. |                                                                |             |                            |                      |

## Seria VI
| 01 (66) | Wezwanie             | Michał Rosa, Katarzyna Klimkiewicz | Jarosław Sokół, Ewa Wencel | 1 września 2013      |
| Rok 1946. Oddział Władka nie złożył broni. Partyzanci zmagają się z brakiem żywności i amunicji. Władek dostaje od kuriera wiadomość o planowanym spotkaniu dowódców oddziałów podziemnych w Warszawie. Celina i Michał mieszkają w Monachium. Michał pracuje w emigracyjnej organizacji Polska Niepodległa, lecz nie jest zadowolony ze swej pracy. Celina jest tłumaczką w procesach norymberskich. Sierżant Meyers pyta się jej, czy nie chciałaby wyjechać do USA. Celina odpowiada, że chciałaby wyjechać. Bronek i Wanda mieszkają w Londynie. Woyciechowski pracuje jako tragarz, lecz zostaje wraz ze znajomym majorem zwolniony z pracy. W barze Bronek rozpoznaje dawnego konfidenta gestapo, Karkowskiego. Dochodzi do bójki, a Bronek zostaje zatrzymany. Maria pracuje w jednym z warszawskich szpitali. Trafia się jej ważna pacjentka, jaką jest minister Ada Lewińska. Lekarka chce wykorzystać sytuację i prosi Lewińską o zatrudnienie Ottona w szpitalu. Władek przyjeżdża do Warszawy. Spotyka się z matką i Rudą, która pracuje w archiwum. Michał zostaje wyznaczony jako oficer łącznikowy w ramach misji prezesa Janisza, który ma zjednoczyć wszystkie organizacje niepodległościowe. Oznacza to powrót do Polski. Bronek dzięki interwencji ministra Sawickiego zostaje wypuszczony na wolność, a jego podejrzenia potwierdzają się. Woyciechowski chce wykonać wyrok na konfidencie, lecz zauważa to policja. Lena studiuje architekturę i pracuje w Biurze Odbudowy Stolicy. Odwiedza regularnie grób Janka. Woźniak jest porucznikiem UB. Dostaje od swego przełożonego, pułkownika Jabłońskiego zadanie obserwacji Rudej. Janisz i Michał przekraczają granicę. Przeprowadza ich łącznik, który okazuje się agentem UB. Wywiązuje się strzelanina. Janisz zostaje ranny. Rozkazuje Michałowi zabrać pieniądze i ruszać do Warszawy. |                      |                                    |                            |                      |
| 02 (67) | Prosty wybór         | Michał Rosa, Katarzyna Klimkiewicz | Jarosław Sokół, Ewa Wencel | 8 września 2013      |
| Michał zakopuje przywiezione pieniądze. Ciężko ranny Janisz zostaje przywieziony do szpitala gdzie pracuje Maria. Pułkownik Jabłoński chce za wszelką cenę ocalić życie emisariusza. Na spotkanie przywódców podziemia w zastępstwie Janisza przychodzi Michał. Zauważa Władka, z którym po chwili się wita. Krupski, podwładny Woźniaka torturuje agenta, którego zdemaskował Michał. Konarski zostaje rozpoznany. Bronek znów wzostaje wezwany do ministra Sawickiego. Dowiaduje się, że Karkowski zostanie osądzony przez Anglików. Celina dostaje propozycję: otrzyma wizę do USA pod warunkiem, że odszuka w Warszawie niemieckiego fizyka Johanna Blachnitzky’ego. Okazuje się, że z nią do Warszawy pojedzie też Lars Rainer. Pod fałszywymi nazwiskami wyruszają do Warszawy. Michał spotyka się z matką. Wypytuje ją o Janisza. Rozpoznaje go w szpitalu. Helena planuje otworzyć bar mleczny. Z niespodziewaną pomocą przychodzi Woźniak. Jabłoński mówi minister Lewińskiej, że jej córka Katia żyje. Bronek dowiaduje się, że Anglicy deportowali Karkowskiego do Polski. Otrzymuje propozycję wyjazdu do kraju i zlikwidowania go. Ruda zostaje aresztowana przez UB. |                      |                                    |                            |                      |
| 03 (68) | Starzy znajomi       | Michał Rosa, Katarzyna Klimkiewicz | Jarosław Sokół, Ewa Wencel | 15 września 2013     |
| Ruda jest przesłuchiwana przez Woźniaka. Twierdzi, że nie utrzymuje kontaktów z podziemiem. Podczas przesłuchania Woźniak zauważa zdjęcie Rudej i Władka. Rainer i Celina docierają do Warszawy. Gestapowiec daje Celinie listę warszawskich konfidentów. Dłużewska z przerażeniem zauważa nazwisko Leny. Władek i Michał odkopują pieniądze przywiezione dla podziemia. Podczas powrotu zostają otoczeni przez partyzantów. Okazuje się, że są nowymi członkami oddziału Władka. Konarski każe im opuścić oddział. Bronek oświadcza Wandzie, że wyjeżdża do Polski. Wanda nie chce, aby Woyciechowski wracał. Podczas próby Wanda spotyka Grażynę, strażniczkę z Pawiaka, która oskarża Ryszkowską o współpracę z Gestapo. Z tego powodu na występ Wandy przychodzi kilka osób. Bronek nie wierzy w oskarżenia Grażyny. Rainer w jednym z warszawskich kościołów znajduje swoją tajną skrytkę. Okazuje się, że nic tam nie ma. Na domiar złego zostaje przyłapany przez kościelnego i osadzony w areszcie. Na oddział Władka napadają byli członkowie. Ginie jeden z partyzantów. Po pogrzebie Władek szuka ochotników do odbicia Janisza... |                      |                                    |                            |                      |
| 04 (69) | Ultimatum Rainera    | Michał Rosa, Katarzyna Klimkiewicz | Jarosław Sokół, Ewa Wencel | 22 września 2013     |
| Bronek i Wanda dopływają do portu w Gdyni. Na kontroli celnej Woyciechowski podaje się za brata Karkowskiego. Okazuje się, że ktoś w ładowni statku zabił konfidenta, jednak Bronek po spojrzeniu na zdjęcie orientuje się, że zabito kogoś innego. Po wyjeździe Wandy do Warszawy zostaje porwany przez zbirów Karkowskiego. Jednak zostaje uwolniony i aresztowany przez żołnierzy KBW. Jest przesłuchiwany. Podczas przewożenia do Warszawy ucieka i dowiaduje się od bosmana, że Karkowski uciekł do Warszawy. Rainer wychodzi z więzienia. Wraz z nim wychodzi złodziej Krzywy, który twierdzi, że skądś zna Rainera. Gestapowiec idzie do Woźniaka z nadzieją, że ma pieniądze z kościelnej skrytki. Jednak UB-ek nie posiada ich. Rainer daje mu trzy dni na przyniesienie pieniędzy, w przeciwnym razie doniesie na jego i jego żonę na UB. Władek, Michał, Okoń i Ryś przygotowują się do odbicia Janisza. Wszystko idzie zgodnie z planem do momentu, gdy jeden z żołnierzy pilnujących wejścia nabiera podejrzeń. Wywiązuje się strzelanina, a Janisz zostaje przewieziony do tajnego ośrodka rządowego. |                      |                                    |                            |                      |
| 05 (70) | Paczka z Berlina     | Michał Rosa, Katarzyna Klimkiewicz | Jarosław Sokół, Ewa Wencel | 29 września 2013     |
| KBW nadal prowadzi obławę na oddział Władka i Michała. Po nieudanej akcji odbicia Janisza, partyzanci ukrywają się we wsi, do której przybywa dowodzący misją pułkownik Jabłoński. Rainer spotyka Karkowskiego w hotelu. Nie wie, że jest obserwowany przez dwóch tajniaków. Zadanie, które mają do wykonania Celina i Rainer, jest inwigilowana przez komunistyczne służby. Bronek przyjeżdża do Wandy, która czeka na niego w nowym mieszkaniu w Otwocku. Celina śledzi profesora Błaszczyka, który miał kontakt z poszukiwanym przez nią Blachnitzkim. Bronek rusza tropem Karkowskiego. |                      |                                    |                            |                      |
| 06 (71) | Dzieci wojny         | Michał Rosa, Katarzyna Klimkiewicz | Jarosław Sokół, Ewa Wencel | 6 października 2013  |
| Woźniak, dla którego jedyną szansą, by spłacić Rainera, jest przesyłka, którą Michał przywiózł z zagranicy, postanawia mu ją wykraść. Jednak między Michałem a Władysławem toczy się zacięta kłótnia o los pieniędzy - pierwszy chce jej rozdzielenia pomiędzy całe polskie podziemie, drugi chce ją przejąć. W Warszawie Michał spotyka się z Leną. Urząd Bezpieczeństwa przesłuchuje w Hotelu Royal świadków niedawnej strzelaniny. Rainer stawia nowe ultimatum Emilii i Woźniakowi. Wanda natrafia po niemal roku na Helenę. Otto zostaje aresztowany i ma odbyć rozmowę z Lebiediewem. Partyzanci napadają na wojskową furgonetkę, z której zabierają nader cenną zakładniczkę... |                      |                                    |                            |                      |
| 07 (72) | Zakładniczka         | Michał Rosa, Katarzyna Klimkiewicz | Jarosław Sokół, Ewa Wencel | 13 października 2013 |
| W grupie partyzantów Władka trwa kłótnia o los zakładniczki. Część z żołnierzy uważa, że należy ją wykorzystać do walki z komunistami, inni uważają to za niedopuszczalną metodę. Woźniak chce wydobyć od Okonia informację o tym, gdzie jest schowany plecak z dolarami. Celina wraz z amerykańskim agentem - Maksem Goodwardem - poszukuje Blachnitzky’ego. Michał chce samodzielnie odbić Janisza. Wanda startuje w konkursie na spikera radiowego. Ruda oczekuje na wyrok. Jest przerażona, bo w celach obok trwają rozstrzeliwania. |                      |                                    |                            |                      |
| 08 (73) | Sąd leśny            | Michał Rosa, Katarzyna Klimkiewicz | Jarosław Sokół, Ewa Wencel | 20 października 2013 |
| Rainer opowiada Celinie o swojej współpracy z Leną w czasie wojny. Michał odbija Janisza, a ten prosi go o zorganizowanie przywódców najważniejszych formacji podziemnych. Chce stworzyć coś na kształt partyzanckiego sejmu. Michał później trafia do podwarszawskiego mieszkania Wandy i Bronka. Władek, po skargach jednego z gospodarzy na grupę Generała, postanawia wymierzyć sprawiedliwość, by rzekome plądrowania chłopów już się nie zdarzały. Emilia jest śledzona przez Bronka. Mężczyzna wierzy, że ta doprowadzi go do Karkowskiego... |                      |                                    |                            |                      |
| 09 (74) | Konfrontacja         | Michał Rosa, Katarzyna Klimkiewicz | Jarosław Sokół, Ewa Wencel | 27 października 2013 |
| Po tragicznej strzelaninie w kawiarni Woźniak ślubuje zemstę Bronkowi. Michał proponuje Lenie włączenie się w misję Janisza. Bronek spotyka się z Janiszem. Ten przekonuje go do konieczności zorganizowania podziemnego sejmu. Michał z Bronkiem i Władkiem opracowują plan zamachu na Rainera. Tymczasem Rainer orientuje się, że Amerykanie mają już Blachnitzky’ego, a zatem on przestaje im być potrzebny. Zdobywa broń od Karkowskiego, by pozbyć się naukowca i odzyskać tym samym utraconą wartość. Sprawa niespodziewanie się komplikuje. Nic nie wskazuje na to, by Ruda, po bliskim procesie, miała zostać objęta amnestią, przeciwnie - trafia do gabinetu Jabłońskiego, gdzie dochodzi do dziwnej konfrontacji z nieznanym jej esesmanem. Otto zostaje ponownie zawieziony do Lebiediewa. Rosjanin schodzi z Ottonem do piwnic tajnego ośrodka rządowego. Woźniakowi spada z nieba donos na Lenę. Widzi nową szansę na rozwiązanie swoich problemów. Celina wedle obietnicy wystawia Rainera przyjaciołom. Max proponuje konspiratorom układ. |                      |                                    |                            |                      |
| 10 (75) | Plecak pełen dolarów | Michał Rosa, Katarzyna Klimkiewicz | Jarosław Sokół, Ewa Wencel | 3 listopada 2013     |
| Lena nie wie co powinna zrobić w związku z żądaniami Woźniaka. Zdaje sobie sprawę, że jeśli odda mu pieniądze, Michał przestanie jej ufać. Z drugiej strony boi się ryzykować życie swoje i synka. Wie, że z UB nie da się negocjować i jeśli Woźniak nie dostanie tego, czego żąda, nie cofnie się przed niczym, żeby się na niej zemścić. W końcu kobieta podejmuje decyzję, że będzie współpracować z Woźniakiem... |                      |                                    |                            |                      |
| 11 (76) | Wolny wybór          | Michał Rosa, Katarzyna Klimkiewicz | Jarosław Sokół, Ewa Wencel | 10 listopada 2013    |
| Karkowski dowiaduje się od Emilii, że Woźniak zdobył pieniądze. Tymczasem ubek nabiera podejrzeń, że jego żonę i Antoniego łączy coś więcej. Otto dostaje kolejne zadanie od Lebiediewa. Ma wyrzuty sumienia, że okłamuje Marię. Tymczasem funkcjonariusz NKWD wzywa do siebie Lewińską. Żąda zdania raportu ze spraw, które prowadziła jego podwładna. Konspiratorzy z Biura Odbudowy Stolicy, miejsca pracy profesora Majerskiego i Leny, są obserwowani przez UB. Władek i jego ludzie atakują tajny ośrodek rządowy, w którym jest przetrzymywany Blachnitzky. |                      |                                    |                            |                      |
| 12 (77) | Wujek z lasu         | Michał Rosa, Katarzyna Klimkiewicz | Jarosław Sokół, Ewa Wencel | 17 listopada 2013    |
| Lebiediew jest wściekły na Lewińską – wini ją za stratę Blachnitzky’ego. Lewińska stawia na nogi cały resort. Sama próbuje odzyskać kontakt z Janiszem, ale bezskutecznie – ranny Janisz jest ukryty przez konspiratorów. Lena aresztowana przez UB nie poddaje się. To, co wie o prześladowcy, może być jej chwilową polisą na trudne czasy… Władek decyduje się pozostać w Warszawie do końca procesu Rudej. Wymyśla rozpaczliwy plan jej uratowania. Postanawia skontaktować się z Lewińską… Tymczasem do mieszkania Emilii przychodzi Karkowski. Rozmawiają o pieniądzach ukrytych przez Woźniaka. Dopiero po chwili Karkowski orientuje się, że nie jest w mieszkaniu sam… Przez podwarszawski las przedziera się wycieńczony i bosy Hans... Maria z Ottem muszą przeprowadzić nagłą, bardzo ważną operację… Zośka przyprowadza do baru Heleny człowieka, który siedział w Oświęcimiu. Konfrontuje go z Tolą. Celina, Władek, Michał i Bronek oczekują w kawiarni nieopodal sądu na zakończenie rozprawy Rudej. Oczekiwanie wydłuża się… Karkowski śledzi Wandę. Chce dzięki niej trafić do Bronka... |                      |                                    |                            |                      |
| 13 (78) | Przysięga i rozkaz   | Michał Rosa, Katarzyna Klimkiewicz | Jarosław Sokół, Ewa Wencel | 24 listopada 2013    |
| Michał z olbrzymim trudem dochodzi do siebie. Maria namawia synów, by wyjechali na Zachód, robi to z tym większym zapałem, że w szpitalu pojawił się pacjent, który szmugluje ludzi przez granicę. Tymczasem Janisz jest w stanie krytycznym. Maria robi wszystko, by go uratować. Michał odnajduje list Janisza, który ma przeczytać po jego ewentualnej śmierci. Władek musi odbić z więzienia Rudą. Bronek przekonuje przyjaciela, by walczył o Rudą w obcy im do tej pory sposób, bez żadnych zasad. Władek decyduje się na brutalną zagrywkę. Niespodziewanie to ważnym osobom ze szczytów władzy zależy teraz na uwolnieniu Rudej; to jednak okazuje się znacznie trudniejsze, niż można się było spodziewać. Rainer, widząc że żaden szantaż ani tortura nie działa, uwalnia Woźniaka. Liczy na to, że ten w podzięce za umożliwienie mu zemsty na Karkowskim i niewiernej Emilii, podzieli się dolarami. Uwolniony Woźniak spotyka się z Bronkiem mają teraz wspólne cele... Michał idzie na cmentarz po pieniądze, które przywiózł z Niemiec dla podziemia. Dopiero teraz odkrywa, że plecak zniknął... Krupski, podwładny Woźniaka, rozpoczyna wielką serię aresztowań. Lista nazwisk jest zaskakująca. Okazuje się, że zatrzymania są wynikiem zeznań jednej osoby. Bezbronny i zrezygnowany po śmierci syna Otto dowiaduje się, że ma wyjechać na kurs, po którym zostanie wysłany do Niemiec jako szpieg. Otto nie widzi dla siebie żadnej przyszłości, chce popełnić samobójstwo. Władek, Bronek i Michał zastawiają zasadzkę na konwój, który transportuje Rudą. Konspiratorzy mają ze sobą swoją polisę bezpieczeństwa, mającą zagwarantować powodzenie ich akcji. |                      |                                    |                            |                      |

## Seria VII – Powstanie
| 01 (79) | Jeszcze nie dziś        | Jan Hryniak | Jarosław Sokół, Ewa Wencel | 7 września 2014      |
| Ostatnie dni lipca 1944 roku. Przez Warszawę ciągną wynędzniali niemieccy żołnierze powracający z frontu wschodniego. Powstanie wisi w powietrzu. Warszawska młodzież rwie się do walki. Folksdojcze chcą uciekać z miasta. W niemieckiej armii panuje coraz większy sceptycyzm na temat przyszłych losów wojny i Warszawy. Rainer wręcz drwi z aktualnych planów niemieckiej armii. Bronek i Władek zostają dowódcami plutonów AK. Wraz z Michałem i Jankiem dostają zadanie specjalne, mają odebrać kuriera z Londynu z bardzo ważnymi informacjami dla dowództwa powstania. Udała się akcja wykupienia Leny z Pawiaka. Janek po raz pierwszy w życiu widzi swego syna, małego Jasia. Pełen obaw o losy rodziny prosi Romka, by wywiózł siostrę za miasto. Helena nie podziela entuzjazmu młodych warszawiaków. Próbuje wpłynąć na Bronka, by odwiódł Wandę od udziału w walkach. Wanda nie zamierza słuchać matki - razem z Celiną uczestniczy w szkoleniu dla sanitariuszek. Gubernator Warszawy Ludwig Fischer wzywa Rainera do siebie i włącza go do akcji prewencyjnej, mającej zapobiec wybuchowi powstania. |                         |             |                            |                      |
| 02 (80) | Godzina "W"             | Jan Hryniak | Jarosław Sokół, Ewa Wencel | 14 września 2014     |
| Polskie podziemie z niecierpliwością czeka na decyzję o rozpoczęciu powstania warszawskiego. Trwają ostatnie ćwiczenia plutonów. Bronek przypadkowo natyka się na oddział uzbrojonego po zęby niemieckiego wojska. Przekazuje wiadomość o nowych niemieckich posiłkach dowódcom oddziałów powstańczych. Po zakończeniu kolejnej odprawy, Krawiec informuje w tajemnicy Władka, że umieścił w jego plutonie swojego syna. Pluton Bronka dostaje specjalne zadanie - eskortuje wysłannika z Londynu, Inżyniera, na spotkanie z komendantem Borem - Komorowskim. Inżynier ma do przekazania bardzo ważne informacje, które mogą mieć wpływ na decyzję o rozpoczęciu powstania. Michał postanawia zdobyć dodatkową broń. Rusza na akcję wraz ze swoją grupą, dołącza do nich Celina. Właściciel karabinu maszynowego postanawia przekazać go powstańcom za darmo, stawia tylko jeden warunek: chce zostać zaprzysiężony. Podczas drogi powrotnej ze zdobytym karabinem grupa Michała natyka się na patrol niemiecki. 1 sierpnia 1944 roku zapada decyzja, że powstanie wybuchnie właśnie tego dnia. Informacja o godzinie "W" obiega natychmiast całe miasto. |                         |             |                            |                      |
| 03 (81) | Hotel Victoria          | Jan Hryniak | Jarosław Sokół, Ewa Wencel | 21 września 2014     |
| Godzina W zastaje powstańców w różnych miejscach Warszawy. Pluton Władka dotarł na miejsce zgrupowania, do fabryki na Woli. Oddział Bronka, odcięty przez Niemców, przedziera się przez ruiny getta. Podlegli Bronkowi żołnierze znajdują się w polu rażenia niemieckiego RKM - u. Apacz wyrywa się do walki, twierdząc, że poradzi sobie z Niemcami tylko przy użyciu noża. Koledzy Mickiewicza namawiają go, żeby wreszcie podszedł do Zosi, która tak bardzo mu się podoba. Karkowski donosi Rainerowi o planowanym ataku na dzielnicę policyjną. Na Ochocie dochodzi do próby linczu na folksdojczach Knapikach. Michał musi opuścić szpital. Jest pełen obaw o wciąż nieprzytomną Celinę, wie jednak, że jego obowiązkiem jest walka. W szpitalu spotyka tajemniczego pacjenta nazwiskiem Słowiński. Wycieńczony przez ciężką chorobę Słowiński prosi Michała, by pomógł mu dostać się do sztabu powstańczego w hotelu Victoria. Na Woli Krawiec wydaje rozkaz szturmu na niemieckie magazyny wojskowe na Stawkach. |                         |             |                            |                      |
| 04 (82) | Kamień na kamieniu      | Jan Hryniak | Jarosław Sokół, Ewa Wencel | 28 września 2014     |
| Do Warszawy przyjeżdża bezwzględny i sadystyczny generał Von Hackel. Ku przerażeniu Rainera, od razu zabiera się do pacyfikacji miasta. Pluton Władka wraca do fabryki na Woli w nowych panterkach, wzbudzając powszechny podziw. Młodzi żołnierze są podekscytowani, niedługo czeka ich pierwsze natarcie na niemieckie pozycje w sąsiadującej z fabryką szkole. Młodzi powstańcy przeżywają pierwsze miłości. Mickiewicz kocha Zosię, ta zadurzyła się w Apaczu, który kompletnie nie jest zainteresowany łączniczką. Pluton, w którym walczą Janek i Bronek, przedzierając się na Wolę, wspomaga Batalion Zośka w ataku na niemiecki czołg. Słowiński wyznacza Michałowi misję, to ważne zadanie do wykonania w siedzibie Komendy Głównej AK. W drodze do komendy jest świadkiem rzezi cywilów. Decyduje się o tym powiedzieć dowódcom. Kamienica Heleny i Leny jest pod ostrzałem. Kobiety ukrywają się w piwnicy, gdzie próbuje znaleźć schronienie również Róża Knapik. Wanda wraz z siostrą Apacza, Ireną, eskortuje rannych powstańców do szpitala, w którym leży Celina. Przerażona brakiem informacji o Michale Celina chce go szukać na własną rękę. |                         |             |                            |                      |
| 05 (83) | Modlitwa o życie        | Jan Hryniak | Jarosław Sokół, Ewa Wencel | 5 października 2014  |
| Rainer jest załamany rozwojem sytuacji w mieście. Pabst informuje go, że do Warszawy przyjeżdżają jeszcze gorsi degeneraci niż von Hackel, Brygada Dirlewangera i RONA - Rosyjska Wyzwoleńcza Armia Narodowa. Rainer postanawia prosić Fischera o przeniesienie. Chce być jak najdalej od epicentrum zbrodni. Przyda mu się do tego Emilia. W siedzibie powstańców w fabryce na Woli żołnierze przygotowują się do ataku na niemieckie więzienie na Gęsiej, gdzie przetrzymywany jest między innymi Romek Sajkowski. Pluton Władka rusza do akcji z pomocą batalionu Zośka i dwoma zdobycznymi czołgami niemieckimi. Mickiewicz postanawia wyznać Zosi miłość... Wilk świetnie dogaduje się z Rudą, co zdecydowanie nie podoba się Władkowi. Helena wraz z Leną i innymi mieszkańcami kamienicy wciąż ukrywa się w piwnicy. Strzały na Ochocie w końcu milkną i mieszkańcy postanawiają wyjść na ulicę. Helena ostrzega ich przed niebezpieczeństwem, jednak sąsiedzi ignorują ją... Niemcy z pomocą ronowców kontynuują brutalną pacyfikację Warszawy. Rosyjscy kolaboranci zdobywają szpital. Wanda stara się ukryć ranną Celinę... Michał spostrzega pod hotelem Victoria węszącego Karkowskiego z Emilią. Konfident zostaje złapany, jednak Emilia ucieka. |                         |             |                            |                      |
| 06 (84) | Dziewczyna z tulipanami | Jan Hryniak | Jarosław Sokół, Ewa Wencel | 12 października 2014 |
| Drugi tydzień powstania. Po wycofaniu się z Woli, Kompania Specjalna Oset stacjonuje w obozowisku na Starym Mieście. Powstańcy są załamani odwrotem. Czują pustkę po odejściu Mickiewicza. Janek i Bronek dyskutują nad szyfrem na zdjęciach z portfela Inżyniera. Stanisław, ojciec Twardego z batalionu Zośka, znajduje Wandę w wolskim szpitalu. Kobieta leży nieprzytomna pod górą trupów. Mieszkańcy domu Heleny wciąż przetrzymywani są przez Ronowców. Lena wpada w oko jednemu z żołnierzy. Tymczasem w opuszczonym szpitalu na Woli wycieńczona i wciąż ukrywająca się Celina spotyka szabrownika, dziewczyna liczy na pomoc. Rainer organizuje zarządzanie obozem przejściowym. Bierze do pomocy swojego byłego konfidenta Woźniaka. W gabinecie Rainera Woźniak po raz pierwszy widzi Emilię, narzeczona Karkowskiego. To jedno z najważniejszych spotkań w jego życiu. Do Hotelu Victoria przybywa łączniczka z Woli. Michał dowiaduje się od niej, że ze szpitala na Woli nikt się nie uratował. Jest przekonany, że Celina nie żyje. |                         |             |                            |                      |
| 07 (85) | Nadajnik i morfina      | Jan Hryniak | Jarosław Sokół, Ewa Wencel | 19 października 2014 |
| Połowa sierpnia. Na cmentarzu na Starówce chowane są ofiary ostatniego nalotu. Krawiec wydaje rozkaz znalezienia ochotników, zginęła ponad jedna trzecia stanu. Gdy Władek próbuje przekonać do walki cywilów, spotyka się z otwartą wrogością. Z magazynów na Stawkach Batalion Zośka rusza w stronę Starego Miasta. Eliza z wściekłością patrzy na fascynację, jaką budzi w Twardym Wanda. Michał przekonany o śmierci Celiny, jest załamany. Musi jednak walczyć, dostaje zadanie odebrania z Kampinosu zrzutu z nadajnikiem radiowym. Na akcję udaje się razem z Halszką. W ruinach szpitala na Lesznie Celina żyje tylko dzięki pomocy Pabsta. Niemiecki oficer traktuje Celinę z wyjątkową troską... Oddział Bronka dostaje rozkaz wyprawy po zaopatrzenie do magazynu na Stawkach. Żołnierze, wśród których jest Bambo, ruszają na akcję. Do wyprawy dołącza też konfident Karkowski... |                         |             |                            |                      |
| 08 (86) | Kanały                  | Jan Hryniak | Jarosław Sokół, Ewa Wencel | 26 października 2014 |
| Czwarty tydzień sierpnia 1944 r. W kwaterze na Starówce załamany po stracie syna Krawiec wydaje rozkazy. Bronek dostaje zadanie sprowadzenia czekających w Kampinosie posiłków. Władek ma wzmocnić jedną z barykad, która przygotowuje się na niemieckie natarcie. Michał zdobywa dla Słowińskiego morfinę. Pluton Bronka przygotowuje się do przejścia kanałami na północ, na Żoliborz. Pabst odwiedza Rainera, zwierza się, że spotkał kobietę swojego życia. Dla Celiny opieka Pabsta jest coraz bardziej niebezpieczna. |                         |             |                            |                      |
| 09 (87) | Noc poślubna            | Jan Hryniak | Jarosław Sokół, Ewa Wencel | 2 listopada 2014     |
| Pierwsze dni września 1944, Stare Miasto powoli chyli się ku upadkowi. Jastrząb raportuje Krawcowi o tragedii na Starówce. Jeśli Krawiec nie wyda rozkazu o przedarciu się z odsieczą, dzielnica padnie. Radiostacja powstańcza odbiera sygnał z Londynu. Armia Krajowa została uznana za organizację kombatancką. Powstańcy z Kompanii Specjalnej stacjonują w teatrze w Śródmieściu. Michał przysyła do Bronka Fibonacciego, specjalistę od szyfrowanych wiadomości, może wreszcie uda się złamać szyfr Inżyniera. Wilk obwieszcza wszystkim, że nazajutrz bierze ślub z Mileną. Władek zgadza się na przeniesienie dziewczyny do jego plutonu. Wesele jest jednym z najpiękniejszych momentów powstania. |                         |             |                            |                      |
| 10 (88) | Szyfr Inżyniera         | Jan Hryniak | Jarosław Sokół, Ewa Wencel | 9 listopada 2014     |
| Pierwsze dni września. Radioodbiornik powstańczy przechwytuje zaszyfrowaną informację z radzieckiego radia. Nocą na Powiślu ma wylądować kurier, kapitan Siergiejew. Władek dostaje zadanie odebrania Rosjanina. Siergiejew przekazuje informacje o planowanej pomocy dla powstania - niedługo nastąpi desant wojsk radzieckich. Wilk ma wrażenie, że kiedyś spotkał rosyjskiego oficera. Słowiński zleca Siwemu wywiezienie archiwum AK poza Warszawę. Bronek z Michałem próbują rozwikłać zagadkę kodu ze zdjęć Inżyniera. |                         |             |                            |                      |
| 11 (89) | Bratnia pomoc           | Jan Hryniak | Jarosław Sokół, Ewa Wencel | 16 listopada 2014    |
| Zdziesiątkowana kompania Krawca broni resztką sił domu na Czerniakowie. Niemcy przypuszczają już trzeci atak. Wszyscy wiedzą, że przy tak niewielkim uzbrojeniu powstańcy długo się nie utrzymają. Z kompanii odłącza się na chwilę Bronek, który wyrusza na poszukiwanie tajemniczego mieszkańca z domu na Wilanowskiej. W siedzibie radia, Michał znów odbiera nietypowy sygnał. Podejrzewa, że są to instrukcje dla sowieckich agentów. Namawia umierającego z bólu Słowińskiego, by spróbował odkodować szyfrowaną informację. Rainer zastanawia się, gdzie ukryć archiwum. Pabst jednak wydaje się nieobecny i prosi kolegę o cyjanek dla siebie i swojej ukochanej Hilde. |                         |             |                            |                      |
| 12 (90) | Warszawa                | Jan Hryniak | Jarosław Sokół, Ewa Wencel | 23 listopada 2014    |
| Na Czerniakowie sytuacja staje się krytyczna. Nawet gdy powstańcy otrzymują wsparcie ogniowe z drugiej strony Wisły, uderza ono w pozycje Polaków, a nie w Niemców. Podczas ostrzału Janek zostaje ranny. Władek próbuje wymóc na Siergiejewie kolejny desant berlingowców. Orlicki chwali Michała za złamanie szyfru używanego przez Armię Czerwoną. Niestety, nie traktuje tej informacji poważnie, ponieważ została ona uzyskana od Niemca. Michał ma zgodę na przeniesienie na Czerniaków. Ostatnią noc w Śródmieściu spędza z Halszką. Rainer dostaje rozkaz likwidacji obozu przejściowego. Nakazuje Woźniakowi osobiście nadzorować transport więźniów do innych placówek. W tej chwili interesuje go już tylko archiwum. Władek informuje Bronka, Bolka i Janka o koniecznym odwrocie z Czerniakowa. Część rannych trzeba ewakuować na praską stronę. Pomimo odniesionych ran Janek chce walczyć dalej. Bronek ma przeprawić się na praską stronę z rannymi i tam na terenach kontrolowanych przez Armię Czerwoną organizować polskie podziemie. Gdy zapada zmrok, Siergiejew stara się wyprowadzić grupę rannych powstańców do łodzi, aby przeprawić się na praską stronę Wisły. Podczas próby przedarcia się do rzeki eskorta zostaje ostrzelana przez Niemców. O świcie niedobitki grupy lądują na drugim brzegu Wisły. Między Bronkiem a Siergiejewem dochodzi do decydującej rozmowy. Na barykadzie ochraniającej właz kanałowy Ruda i Władek chcą wziąć ślub. Żołnierze z Czerniakowa ewakuują się kanałami do Śródmieścia. |                         |             |                            |                      |